# Deportivo Alavés
El Deportivo Alavés, S. A. D., más conocido como Alavés, es un club de fútbol con sede en la ciudad de Vitoria, España. Fundado el 23 de enero de 1921 como Sport Friend's Club, participa, desde la temporada 2023-24, en la Primera División de España. Desde el 7 de febrero de 2020 ocupa el 26.º puesto en su clasificatoria histórica.
El club cuenta en su palmarés con cuatro ligas de Segunda División, otras cuatro de Segunda B, seis de Tercera y una Copa RFEF. Uno de sus mayores logros deportivos tuvo lugar en el año 2001, cuando, en su debut en competición europea, fue subcampeón de la Copa de la UEFA —actual Liga Europa— tras perder frente al Liverpool Football Club por un gol de oro en la prórroga para un 5-4 final. Merced a dicha actuación se encuentra entre los veintiocho equipos españoles en haber disputado una competición internacional. En cuanto a títulos, ha logrado cinco campeonatos de liga en divisiones inferiores nacionales como mejores distinciones.
Identificado por sus colores azul y blanco – por lo que recibe el apelativo de «albiazul»—, su entidad jurídica es la de sociedad anónima deportiva (S. A. D.) mediante el Decreto de la Ley del Deporte 10/1990, para favorecer el asociacionismo deportivo de base, y establecer un modelo de responsabilidad jurídica y económica para entidades de carácter profesional. Repartida la propiedad entre socios accionistas, el propietario mayoritario es el club de baloncesto Saski Baskonia —personalizado en la figura de su máximo accionista Josean Querejeta—, mientras que el presidente del club es Alfonso Fernández de Trocóniz. Disputa sus encuentros como local en el estadio de Mendizorroza, con un aforo de 19.940 espectadores, y cuenta además con unas instalaciones deportivas en Ibaia dedicadas a la labor de formación.
Entre ellos destaca el Deportivo Alavés "B", su equipo filial, que milita en el grupo II de la Segunda Federación. Anteriormente cuenta con un tercer equipo, el Deportivo Alavés "C", desaparecido en el año 2005 y vuelto a crear en 2022. Destaca actualmente por su expansión internacional con sus acuerdos de colaboración con equipos de Croacia, Finlandia, Francia y Japón.

## Historia

### Antecedentes y origen
Los orígenes del foot-ball en Vitoria datan de principios del siglo XX, influenciados por sus vecinos vizcaínos. Los primeros pasos se remontan al año 1908 con un primitivo Deportivo Alavés, club con dilatada historia en el ámbito regional vasco pero no vinculado al actual. La capital alavesa, que en la época se encontraba más atraída por la práctica del ciclismo —vigente en la actualidad como una de las regiones más representativas de dicho deporte—, encontró en clubes como la Unión Sportiva Alavesa, o la Ciclista Vitoriana, que dieron tras una fusión con el Vitoria Foot-ball Club. El Deportivo y el Vitoria fueron los primeros protoclubes que impulsaron el foot-ball en la zona y los que provocaron la fundación de muchos otros. Entre ellos destacó la creación en 1915 de la sociedad pluridisciplinar del primitivo Club Deportivo de Vitoria, la cual junto al desempeño de los equipos vascos en el Campeonato de España fue sin embargo insuficiente para dar un definitivo impulso al fútbol alavesista quien es incapaz de originar una asociación con plena dedicación futbolística con igual trascendencia a la que acontecida en otras regiones del país.
Álava Football Club. el New Club o el Sporting Club, destacando también la aparición de equipos pertenecientes a las doctrinas religiosas como la del Colegio de Marianistas y el equipo del Colegio de Corazonistas tampoco lograron el objetivo.
Se llegó así al 1 de julio de 1920, fecha en la que José Cabezas constituyó finalmente un club remarcable en el devenir del fútbol vitoriano: el Sport Friend’s Club. La asociación, formada íntegramente por estudiantes universitarios, jugó diversos encuentros en los que dio muestra de un gran potencial. El modesto club, de camisa y pantalón blancos, eligió nueva junta directiva el 6 de enero de 1921 con Hilario Dorao Íñiguez como presidente. Ubicado en la segunda categoría del fútbol vasco, o de la Región del Norte, el 23 de enero, tras enfrentarse al también local Regimiento de Cuenca en el Campo de Cervantes con empate final 1-1, fue la última fecha en la que jugó bajo esa denominación. Celebraron entonces sus integrantes una reunión directiva en la que entre otros puntos se acordó el cambio de nombre por uno más representativo, el de Deportivo Alavés.
Motivado el cambio por el desconcierto entre los aficionados tan británico nombre y, de otro, la aspiración de convertirse en la sociedad futbolística y deportiva más importante de la provincia, jugaron su primer encuentro bajo su nueva acepción en el Campo del Camino de Lasarte el 7 de marzo. El rival, el ya conocido Regimiento de Cuenca, cayó derrotado por 3-2.
Apenas un par de años después, decidió dar otro impulso a la sociedad para incorporar nuevas secciones de otras prácticas deportivas a la entidad, por lo que varió nuevamente su denominación a la de Club Deportivo Alavés.

### La época «gloriosa» y la posguerra
En 1928 el Alavés quedó subcampeón del Campeonato Regional de Vizcaya por detrás del Athletic Club, lo que le valió disputar la Copa de 1928, en la que el Alavés quedó 1.º en la liguilla inicial, eliminó en cuartos al Real Murcia, pero cayó en semifinales contra el F. C. Barcelona, campeón de aquella edición.
También en 1928 se crea La Liga de fútbol, y el Alavés es incluido en la 2.ª División. Al año siguiente, ya se hizo con los servicios de ilustres de la talla de Ciriaco Errasti y Jacinto Quincoces —considerados como la mejor pareja defensiva de España—, Antero, Roberto Etxebarria y Manuel Olivares que fueron los primeros internacionales del club al ser convocados para participar en los Juegos Olímpicos de Ámsterdam. En aquel año, el Alavés quedó campeón del Campeonato de Vizcaya, lo que le dio de nuevo una plaza para disputar la Copa del Rey, aunque esta vez cayó en 1/16 frente al Racing Club de Ferrol.

“Dos nombres que por sí solos bastan para llenar una historia futbolística: dotados de una compenetración admirable, de un golpe de vista prodigioso, de inmejorables condiciones físicas y de una concepción de juego verdaderamente fantástica”.
Reseñas de la prensa sobre Ciriaco y Quincoces. Años 1930.

En la temporada 1929/30 el Alavés fue el primer equipo en ascender a la 1.ª División, aunque solo permaneció en la categoría máxima durante las siguientes tres temporadas. También en 1930 el Alavés gana el campeonato regional que da el pase para disputar la Copa del Rey, imponiéndose al Sporting de Gijón en 1/16, al C.Atl. Osasuna en octavos, pero volviendo a caer frente al F. C. Barcelona en cuartos. En 1931 el Alavés queda 2.º en el campeonato regional y disputa la Copa de 1931, pero cae en 1/16 frente al C.E. Sabadell. Al año siguiente, el Alavés supera en la Copa de 1932 al C.Atl. Osasuna en 1/16, al Atlético de Madrid en octavos, pero cae frente al Athletic en cuartos.
En la temporada 1932/33 el Alavés quedó en última posición y descendió a segunda, y en la siguiente temporada volvió a quedar en última posición, encadenando así dos descensos consecutivos, lo que le provocó graves problemas económicos.
Tras la guerra civil española, el Alavés quedó incluido en la Segunda División de España 1939/40 pero descendió ese mismo año a Tercera División. No obstante, esa temporada el conjunto albiazul pudo disputar la Copa de 1939, venciendo en octavos al Bilbao Athletic, al Racing de Santander en cuartos, pero cayendo frente al Sevilla C.F. en semifinales, igualando así la marca conseguida en la edición de 1928. También disputó el Alavés la Copa de 1940, pero fue eliminado por el Bilbao Athletic en 1/16. Ese mismo año volvió a subir.
En la temporada 1943-44, descendió a Tercera División, y en 1946 logró su primer título nacional: la Copa Federación, venciendo en la final por 3-2 al S.D. Sueca. También en 1943 el Alavés volvió a disputar la Copa del Generalísimo, pero cayó eliminado en 1/16 por el Real Zaragoza.
Al año siguiente, en la Copa de 1944, el Alavés eliminó a numerosos equipos en rondas preliminares, pero en la 5.ª de esas rondas cayó frente al C.D.F.N. Palencia.

### Años 50, 60, 70 y 80
Tras el ascenso de 1951 a Segunda, el Alavés disputó de nuevo la Primera División en la temporada 1954/55. Este nuevo ascenso supuso la segunda aventura del Alavés en la máxima categoría del fútbol español durante apenas 2 años, en los que quedó en posiciones 10.ª y 14.ª. En 1954 el Alavés volvería a disputar la Copa del Generalísimo, pero caería en octavos frente al Real Madrid C. F.. El Alavés haría lo propio en la Copa de 1955, cayendo de nuevo en los partidos de desempate de los octavos frente al Deportivo de la Coruña.

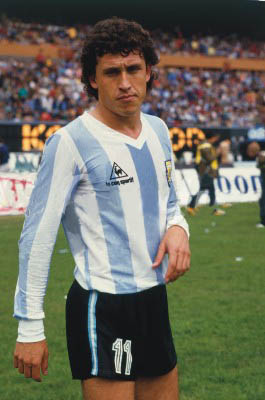
Jorge Valdano jugó para el Alavés 4 temporadas hasta 1980

El Alavés volvería a disputar la Copa de 1964 eliminando al Ceuta Sport en la 1.ª ronda, pero perdiendo en dieciseisavos frente al Real Betis.
Una crisis de mal juego devolvió al Alavés a Tercera División, e incluso en 1966, le puso otra vez al borde de la desaparición.
Durante las siguientes temporadas, el Alavés oscila entre la 3.ª y 2.ª, destacando el período 1974-1983 en el que se asienta en la Segunda División, con destacables actuaciones en las copas de 1978 y 1979, en las que alcanzaron los cuartos de final.
En junio de 1983, el Alavés bajó a Segunda B, donde se mantuvo hasta la campaña 1985-86, en la que descendió por moroso. Así es como el equipo comenzó la 86-87, en Tercera, división en la que permaneció cuatro años.

### Ascensos y vuelta a la élite
En la temporada 1989/90, el Alavés encontró un punto de inflexión al tomar sus riendas un nuevo grupo de empresarios, tras unas campañas donde se corrió verdadero riesgo de desaparecer. Con Juan Arregui Garay como presidente, y tras la disputa durante cinco temporadas consecutivas de los "play off "por el ascenso a la Segunda división, lo logró en Jaén el 21 de junio de 1995, comandado por Jesús Aranguren, pese a perder 3-1.
Tres años más tarde, el 3 de mayo de 1998, y tras batir el récord de puntos de la Segunda División española (82) logró el ascenso a la Primera División en Mendizorroza ante el Rayo Vallecano. Tras 42 años de ausencia, el Alavés disputaría la Primera División de España 1998/99. Ese mismo año, el Alavés sorprendió en la Copa del Rey 1998 donde, siendo aun equipo de segunda, eliminó a equipos importantes como el Real Madrid CF o el RCD Coruña, cayendo en semifinales frente al RCD Mallorca, igualando así los mejores registros históricos en copa logrados en 1928 y 1939.
Un premio a un trabajo duro y constante efectuado durante el año, donde se consiguió ganar al Barcelona (2-1 en Mendizorroza y 0-1 en el Camp Nou, ambos goles de Nan Ribera) o al Valencia en Mestalla (0-2). El Alavés pasó a ser uno de los equipos más interesantes para los jugadores, dada su liquidez de pago y sus excelentes resultados.
Tras finalizar la temporada 1999/00 en 6.ª posición (la mejor de su historia), el Alavés consiguió clasificarse para la UEFA por primera vez en su historia. Buena parte de ese mérito correspondió a su portero Martín Herrera, quien ganó el Trofeo Zamora al encajar 37 goles en 38 partidos.

### El Alavés en Europa

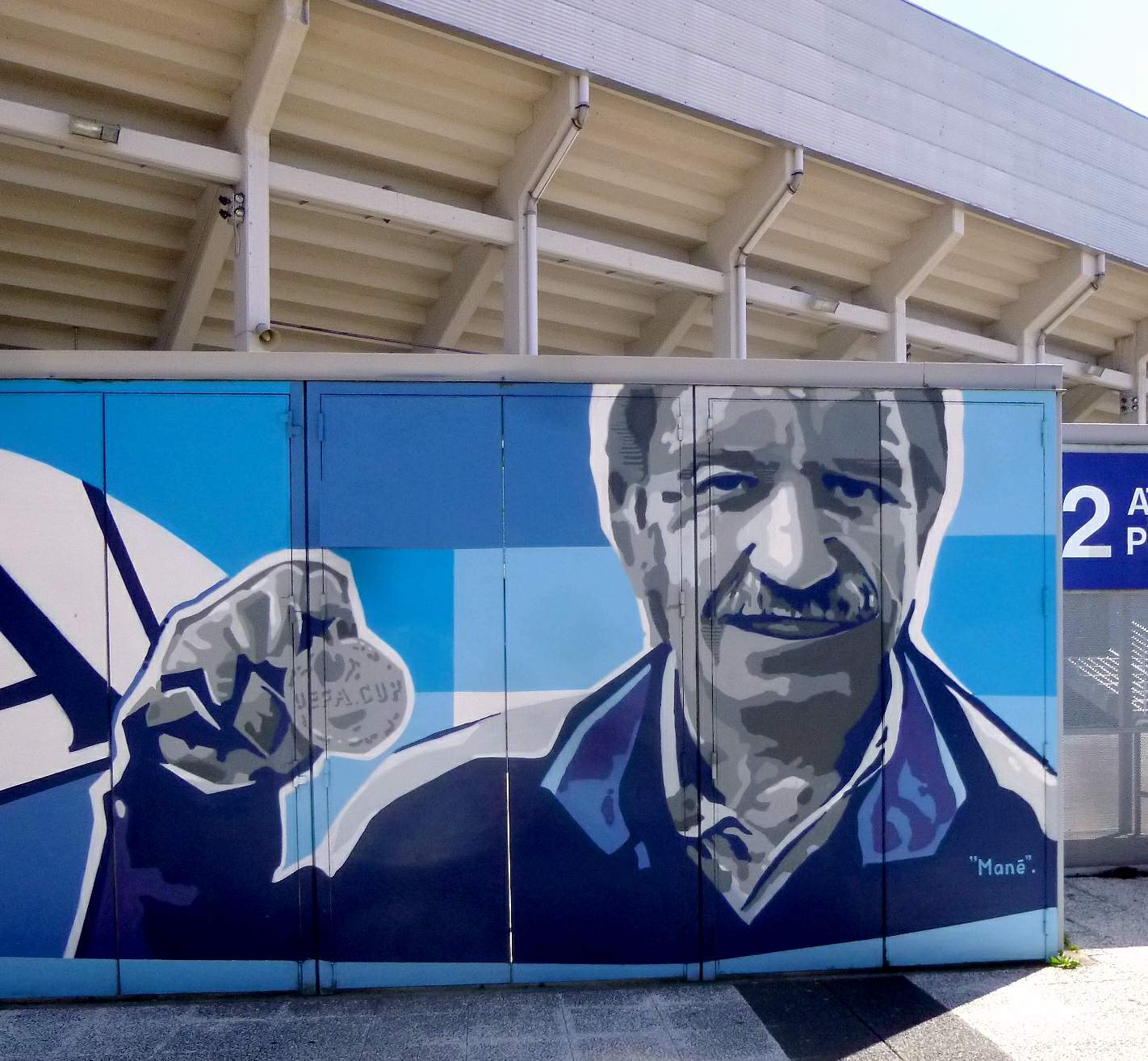
José Manuel Esnal Pardo "Mané" ascendió al Alavés a Primera División y lo clasificó para la final de la Copa de la UEFA.

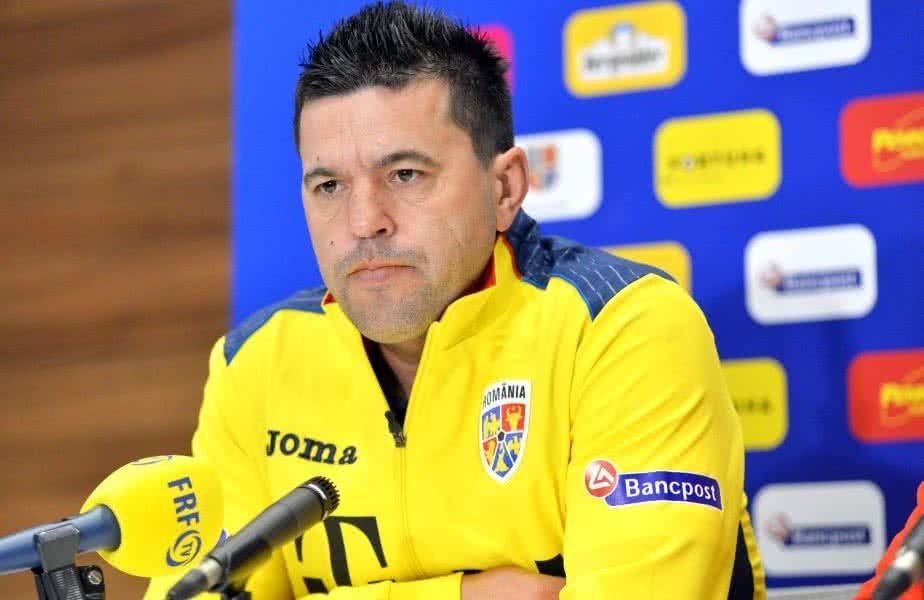
Cosmin Contra disputó la final de la Copa de la UEFA.

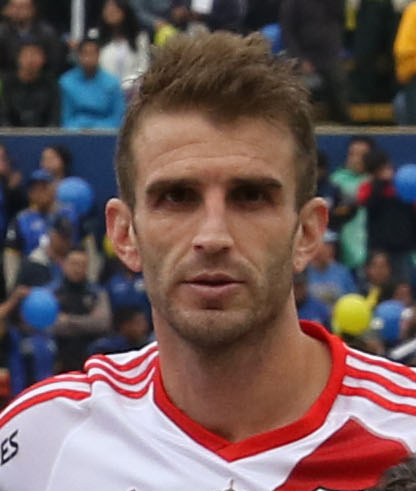
Iván Alonso disputó la final de la Copa de la UEFA.

A consecuencia de su clasificación europea, el Alavés se reforzó con futbolistas como Iván Alonso o Ivan Tomić para disputar la Copa de la UEFA 2000-01. El Gaziantepspor turco fue el primer rival europeo que vio cómo la entidad le brindaba el honor a los socios, vistiendo el equipo con una camiseta con los nombres de los abonados albiazules.
En la 1.ª ronda, el 0-0 de la ida en Mendizorroza parecía complicar la clasificación, pero el Alavés ganó 3-4 en Turquía. A continuación, eliminó a los noruegos Lillestrøm (1-3 y 2-2) en la 2.ª ronda, y Rosenborg (1-1 y 1-3) en 1/16 de final, al poderoso Inter de Milán en su estadio por 0-2 en octavos el 22 de febrero de 2001, tras empatar 3-3 en Vitoria, al Rayo Vallecano en cuartos tras vencer 3-0 en Vitoria y 2-1 en Vallecas, y al Kaiserslautern alemán en las semifinales (en Vitoria 5-1 y 1-4 en el estadio alemán). Alcanzó la final de la Copa de la UEFA donde cayó frente al Liverpool FC (5-4 con gol de oro en la prórroga) el 16 de mayo de 2001 en el Westfalenstadion de Dortmund (Alemania), en el que ya es considerado el mejor partido de la historia de esta competición y uno de los 20 mejores encuentros de toda la historia.
Cabe destacar la gran actuación de Javi Moreno, determinante en el éxito del Alavés esa temporada tanto en la liga, donde consiguió 33 goles, como en la UEFA. El Alavés en 2001 era el equipo que más goles ha conseguido en una temporada en la historia de la Copa de la UEFA con 36, además es el primer equipo en jugar una final de la UEFA en el año de su debut. También recibió el premio a Mejor Afición de Europa 2001 de manos de la UEFA.

### Segunda participación en la UEFA y descenso
La temporada 2000/01 dejó al Alavés en 10.ª posición, pero en la temporada siguiente el conjunto vitoriano alcanzó el 7.º puesto, lo que le permitió disputar de nuevo la Copa de la UEFA.
El curso 2002/2003 es de triste recuerdo para la parroquia albiazul, pese a fichar a hombres de la calidad de Dutruel, Abelardo o Luis Helguera, el Alavés sufrió dos importantes reveses: cayó eliminado de la Copa de la UEFA 2002-03 en la 2.ª ronda frente al Beşiktaş JK turco, y descendió a Segunda División tras perder contra el Betis en Mendizorroza.

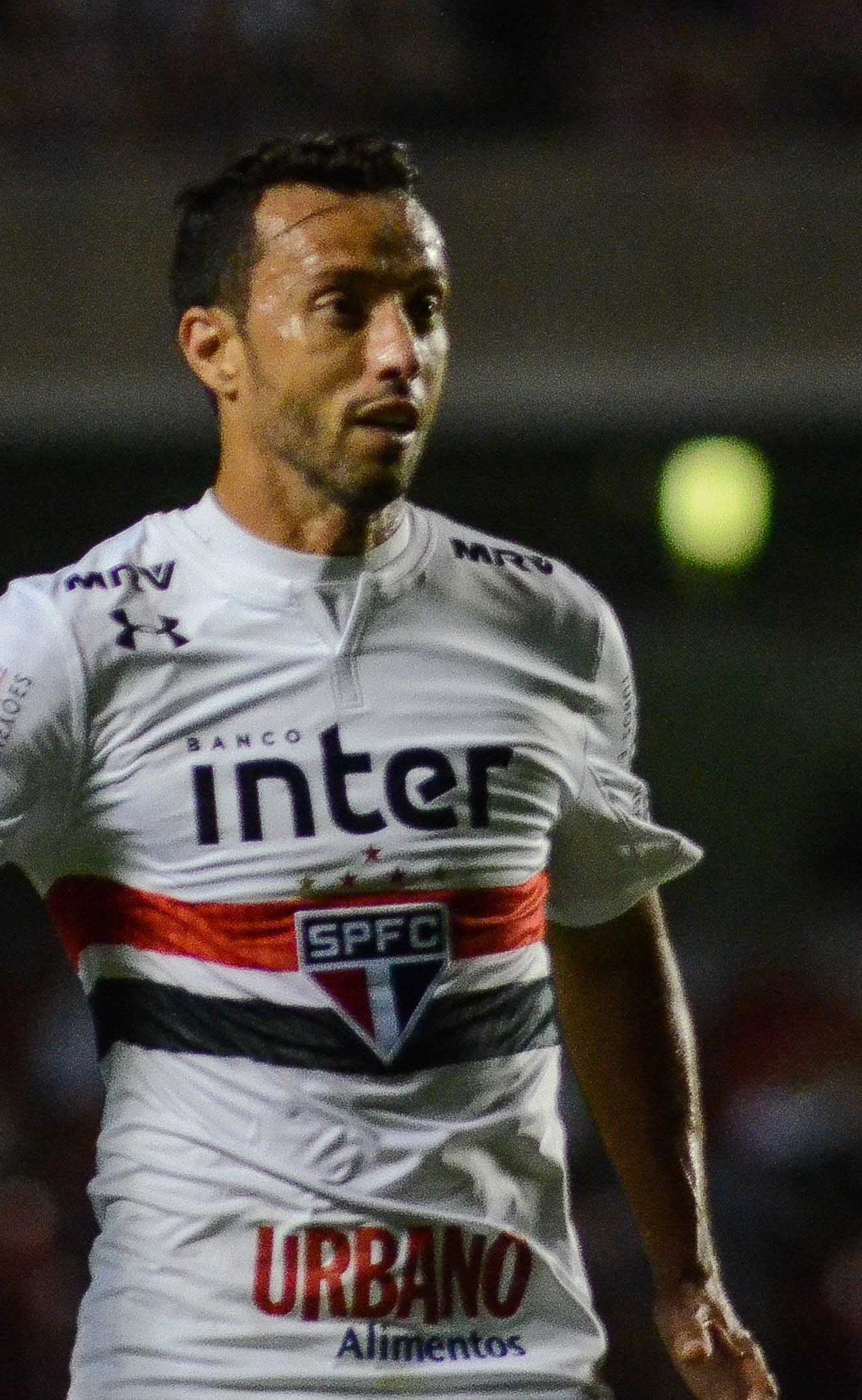
Nenê, jugador babazorro entre 2004 y 2006.

El primer año en Segunda división, con Pepe Mel en el banquillo, el equipo se mostró irregular pero llegó con opciones de ascenso para la última jornada. El Alavés jugó en Éibar, ganando el partido, pero la victoria del Getafe en Tenerife provocó que el Alavés no ascendiera. El Alavés cambió de manos: Gonzalo Antón, heredero de Arregui, vendió el 51% al ucraniano Dmitry Piterman.

### La gran crisis del club

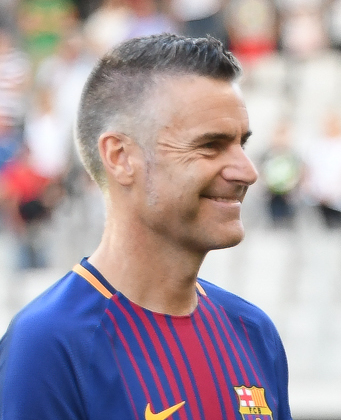
Lluís Carreras, jugador del club entre 2004 y 2007.

Tras unas complicadas negociaciones, en verano de 2007, Fernando Ortiz de Zárate fue elegido presidente del Deportivo Alavés. La entidad arrastraba graves problemas económicos debidos a la mala gestión de Dmitry Piterman, por lo que el club entró en concurso de acreedores, lo que acarreó una intervención judicial. Al estar en situación concursal , el club debía ahorrar dinero, por lo que limitó drásticamente los fichajes y muchos jugadores abandonaron el club vitoriano. Durante la temporada 2007/08 el Alavés fichó a jugadores jóvenes y a Josu Uribe como entrenador con el objetivo de mantenerse en segunda, pero los malos resultados hicieron que Josu Uribe fuera cesado.
El club fichó entonces a José María Salmerón como nuevo técnico albiazul, consiguiendo la permanencia en Segunda División en la última jornada, tras la histórica remontada contra la Real Sociedad (3-2, con el gol de Toni Moral en el min 94), y el Celta de Vigo (2-3). La permanencia en segunda permitió que el club no desapareciera, ya que el descenso a 2.ªB, sería económicamente inviable para el club.
Finalmente, en la temporada 2008/09 el Alavés bajó a Segunda División B tras perder 2-1 contra el Celta de Vigo, ganar 1-0 contra el Alicante CF y perder 1-0 contra el Albacete. La temporada 2009/10 en 2.ªB comenzó con un prometedor arranque, sin embargo, tras una mala racha de resultados, el Alavés volvió a cambiar de entrenador contratando a Iñaki Ocenda, quien conectó con el equipo concluyendo la temporada en 5.ª posición.

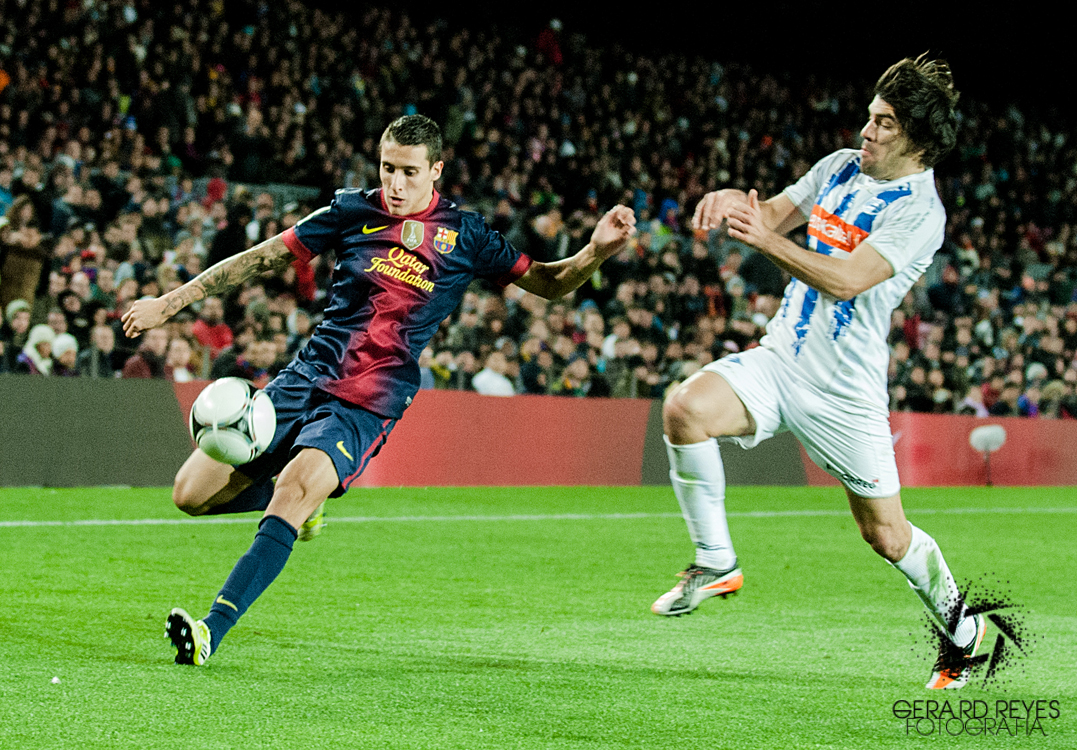
Manu García contra el F.C Barcelona en 1/16 de la Copa del Rey (2012-13)

La temporada 2010/11, año del XC Aniversario del club, tras un arranque de liga inmejorable con 8 partidos invicto, el Alavés se proclamó campeón de invierno de su grupo, siendo además el equipo más goleador de toda la Segunda División B, sin embargo, la buena racha se truncó a mitad de la segunda vuelta, clasificándose finalmente en la 3.ª posición. En los play offs de ascenso, tras eliminar a la UD Melilla, cayó en la 2.ª ronda frente al Lugo.
El 2 de abril de 2011 Josean Querejeta, presidente del exitoso club de baloncesto local Saski Baskonia, se hizo con el control del club a través de Avelino Fernández de Quincoces, uno de sus hombres de confianza, tras lograr el apoyo político de las instituciones alavesas. No obstante, la negativa de Caja Vital al préstamo de 2 millones de euros al grupo inversor, puso de nuevo en riesgo la existencia del club. Finalmente, el 24 de junio se hizo oficial la entrada del nuevo grupo inversor con Fernández de Quincoces a la cabeza. La nueva temporada concluyó con el equipo fuera de los puestos de "play-off" y su prematura eliminación en la Copa del Rey frente a la UD Logroñés.

### Retorno a Segunda División 2013
Tras unas temporadas convulsas, la entidad vasca regresó a la Segunda División el 1 de junio de 2013, venciendo en el partido de vuelta de la eliminatoria de ascenso al Real Jaén Club de Fútbol por 1-0, con gol de Viguera de penalti y tras cosechar un empate a un gol en el de ida disputado en el estadio de La Victoria. Además, la temporada terminó de la mejor manera posible, ya que los babazorros consiguieron alzarse con el título de campeón, el 16 de junio, tras vencer al CD Tenerife por 2-0 en la ida y perder por 2-1 en la vuelta.
La vuelta al fútbol profesional no fue sencilla. Con varios cambios de técnico, que terminaron con Alberto López como entrenador del primer equipo se logró la permanencia en la categoría de plata en la temporada 2013/2014 en los últimos minutos de la última jornada en un épico partido frente al Real Jaén con gol de Guzmán Casaseca.
Tras varios años intentando solucionar el tema de la deuda que el conjunto vitoriano arrastraba desde la salida de Dmitry Piterman del club en el año 2007, a principios de verano del 2015 el club salió del concurso de acreedores poniendo fin a esa etapa "negra" en el seno del club. Abriéndose así un nuevo periodo para el conjunto vitoriano, en el que una vez eliminada la deuda el próximo paso que el club se propuso fue el confeccionar una plantilla que le hiciera regresar a la Primera División. Con ese nuevo objetivo en mente se produjo la llegada de José Bordalás al banquillo de la entidad de Cervantes el 11 de junio de 2015.

### Vuelta a Primera División 2016
Tras tres temporadas jugando en la Segunda División de España, en 2016, con José Bordalás como técnico albiazul, el equipo se convirtió matemáticamente en equipo de Primera División en la jornada 41 (penúltima jornada), tras vencer por 2-0 al Numancia en Mendizorroza. El equipo estuvo en puestos de ascenso directo desde la jornada 15, cuando ganaron por 1-0 al Mallorca. Desde entonces, estuvo entre la segunda y la primera plaza, en pelea con el Leganés. Una temporada fantástica que terminó en el Estadio de Mendizorroza, una vez confirmado en ascenso, con una fiesta en el terreno de juego en la que Bordalás y algunos jugadores agradecieron a los aficionados su apoyo durante toda la temporada, haciéndoles también protagonistas del ascenso.
Una semana después, el 4 de junio de 2016, el Alavés se enfrentó al Nástic en la última jornada del campeonato. El equipo albiazul se jugaba ser líder de La Liga y el equipo tarraconense se jugaba el ascenso directo. El encuentro terminó 1 a 1 tras un gol de Manu Barreiro en el minuto 89. Con ese resultado, además del ascenso ya conseguido, logró la primera plaza de La Liga Adelante y el Nástic abandonó el segundo puesto de ascenso directo, siendo esta plaza para el Leganés que ascendió a la Primera División por primera vez en su historia.
El 21 de junio de 2016, el Alavés hizo oficial la destitución de José Bordalás, el técnico del ascenso; y en su lugar fue contratado Mauricio Pellegrino.

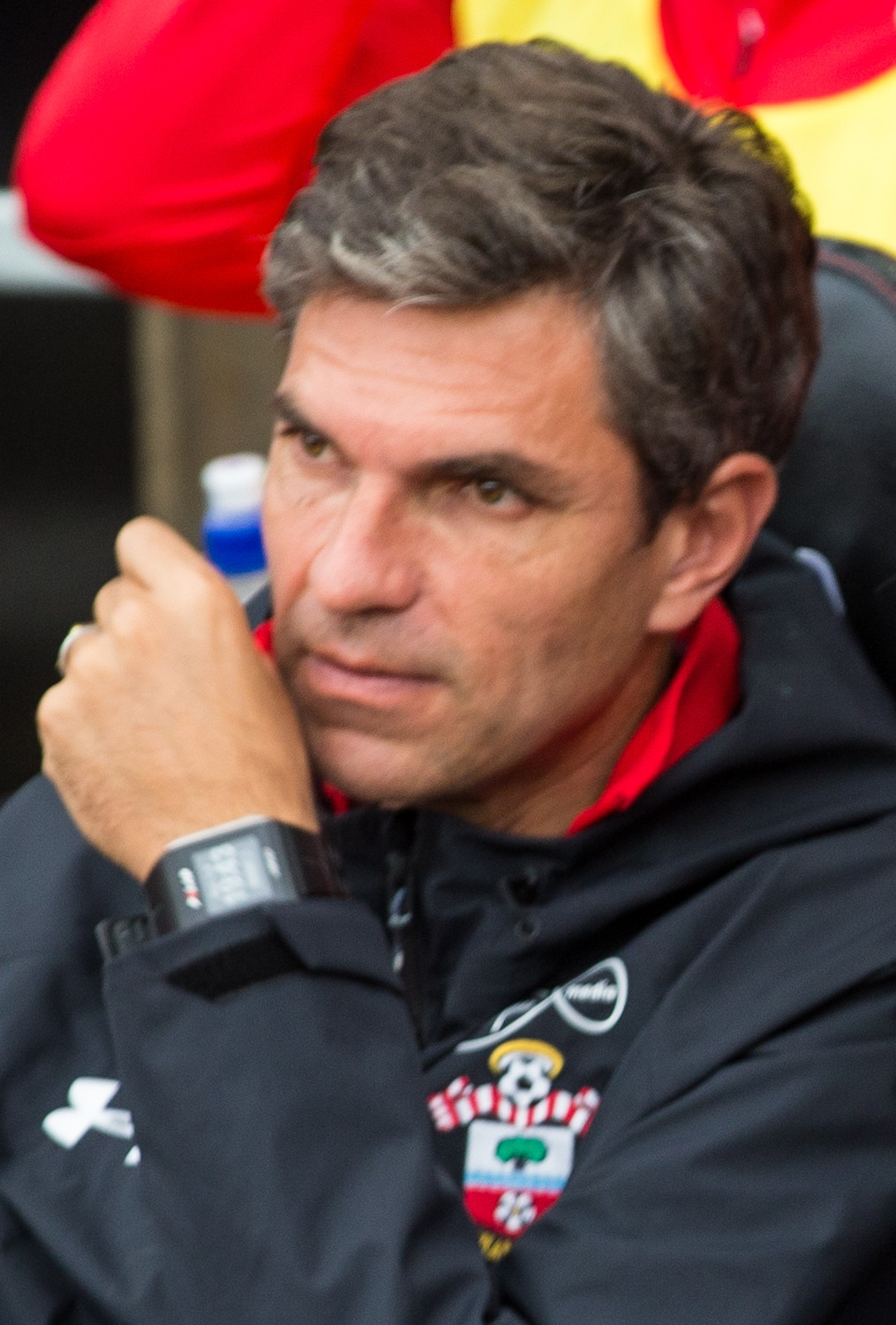
Mauricio Pellegrino entrenó al equipo durante la temporada 2016-17

Durante el verano de 2016, el estadio de Mendizorroza fue renovado para afrontar la temporada 2016-17 en La Liga Santander. Se sustituyeron todos los asientos de las gradas por unos azules, se modernizaron los banquillos, el marcador y se renovó el césped 18 años después.

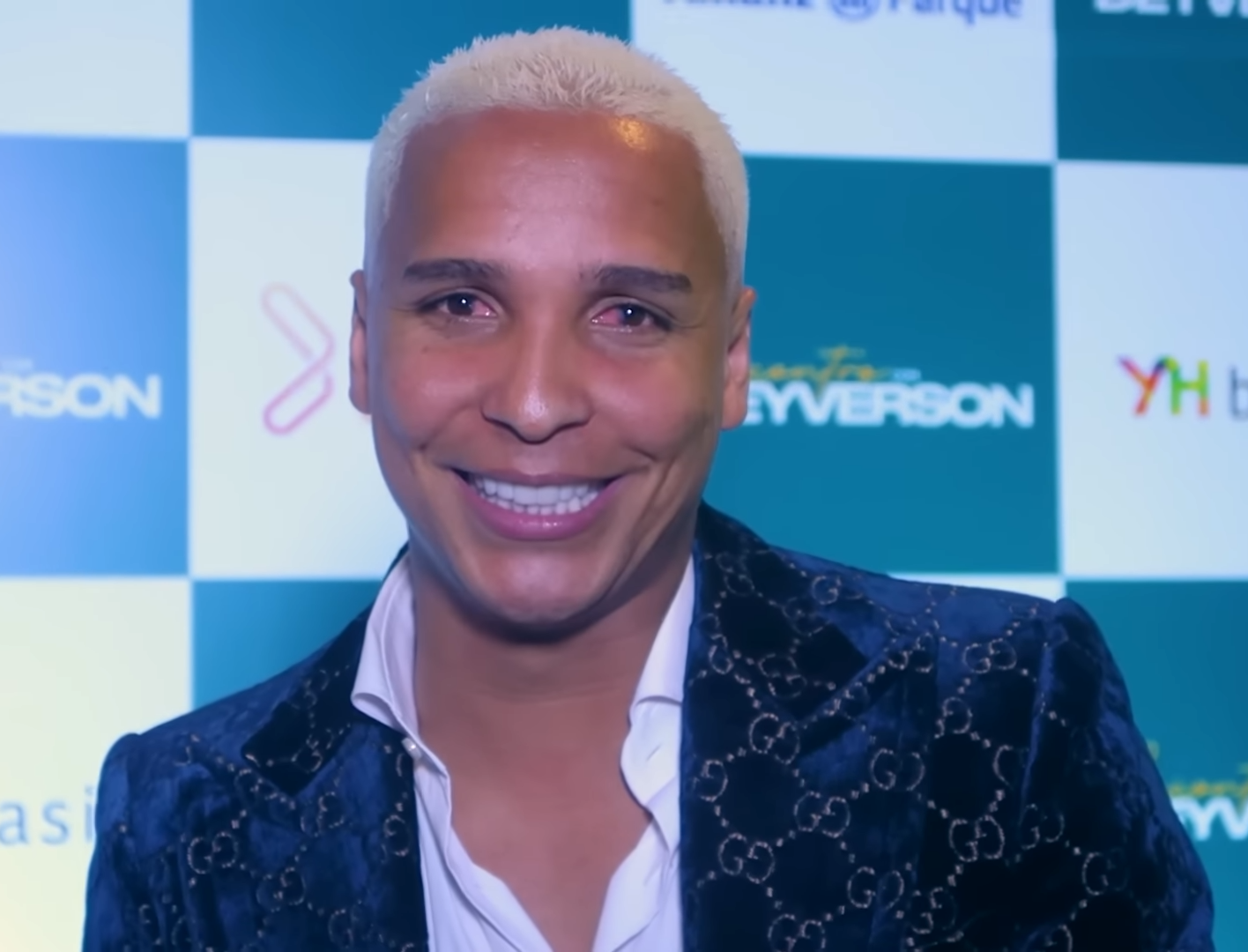
Deyverson disputó la final de la Copa del Rey 2016-17.

Un renovado Alavés, con 18 incorporaciones nuevas, comenzó La Liga frente al Atlético de Madrid en el estadio Vicente Calderón. El club alavés empató a uno en un trepidante final en el que en el descuento, Gameiro marcó un penalti para los colchoneros y un minuto después Manu García marcó el gol del empate.
Dos jornadas después, el Alavés consiguió la primera victoria en su regreso a Primera División, ganando al Fútbol Club Barcelona 1-2 en el Camp Nou en un buen partido para los vitorianos.
El equipo supo mantenerse durante la temporada en la zona tranquila de la clasificación, bastante alejado de los puestos de descenso gracias a su buen juego, que consiguió poner las cosas difíciles a rivales duros. Como anécdota cabe destacar que consiguió la mayor victoria a domicilio de su historia al ganar al Betis por 1 a 4.
Su buena temporada le hizo conseguir matemáticamente la permanencia en Primera a siete jornadas del final. Finalmente, quedó noveno en la tabla con 55 puntos.

### Camino hasta la final de Copa 2017

Alineación de la final de Copa del Rey 2017

En la misma temporada de su regreso a Primera División, el Alavés hizo un histórico papel en la Copa del Rey.
En Dieciseisavos, el equipo se enfrentó al Nastic de Tarragona con un 0-3 en el partido de ida, jugando como visitante, y un 3-0 en la vuelta como local.
En Octavos, el club se enfrentó al Depor quedando, en la ida, 2-2 y en la vuelta, en Mendizorroza, 1-1.
En Cuartos de final, el Alavés se enfrentó al Alcorcón, ganando 0-2 en la ida y empatando a 0 en Mendizorroza, en el que pudo ser uno de los peores partidos del club albiazul en toda la temporada.
Aun así, el equipo consiguió clasificarse para las Semifinales, teniendo al Celta de Vigo como rival. Esa eliminatoria acabó con un 0-0 en la ida, en el Estadio de Balaídos y, una semana más tarde, con un 1-0 en Mendizorroza en la recta final del partido tras un gol de Édgar Méndez.
Superar las semifinales supuso que el Alavés se clasificase, por primera vez en sus 96 años de historia, para una final Copa del Rey, la cual se disputó el 27 de mayo de 2017 contra el Fútbol Club Barcelona.
En la final, el Alavés perdió por 3-1 en un encuentro en el que empezó marcando Lionel Messi para el equipo culé. Minutos después empató Theo Hernández de falta directa, pero los tantos de Neymar y Paco Alcácer antes del descanso sentenciaron con el definitivo 3-1.

### Consolidación en Primera División

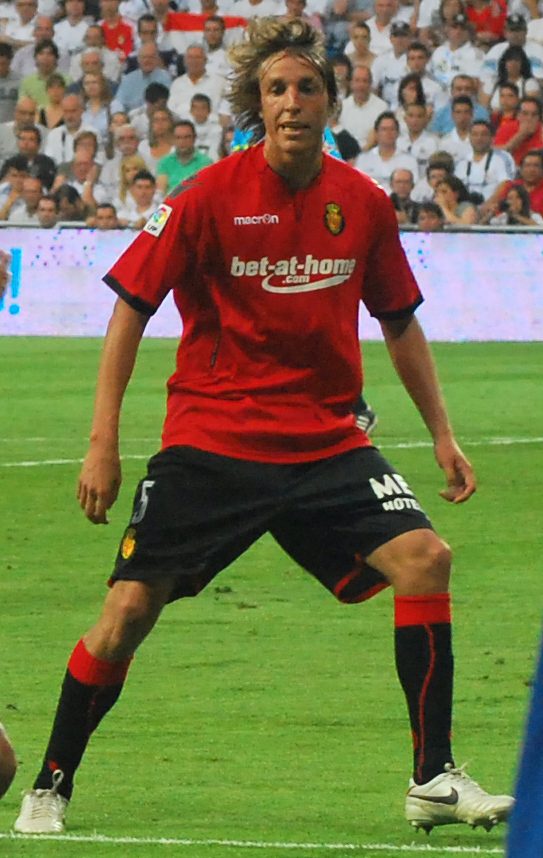
Tomás Pina, jugador del Alavés entre 2017 y 2022.

En la Temporada 2017-18, tras un mal arranque con 2 partidos ganados y 11 perdidos en 13 jornadas, el 1 de diciembre de 2017 llega Abelardo Fernández. En la jornada 14 contra el Girona, con un 2-0 en contra, Ibai Gómez marca un triplete para remontar el partido. El resto de la temporada rindió a buen nivel, consiguiendo una gran remontada y finalizando en el 14.º lugar y salvándose holgadamente del descenso.

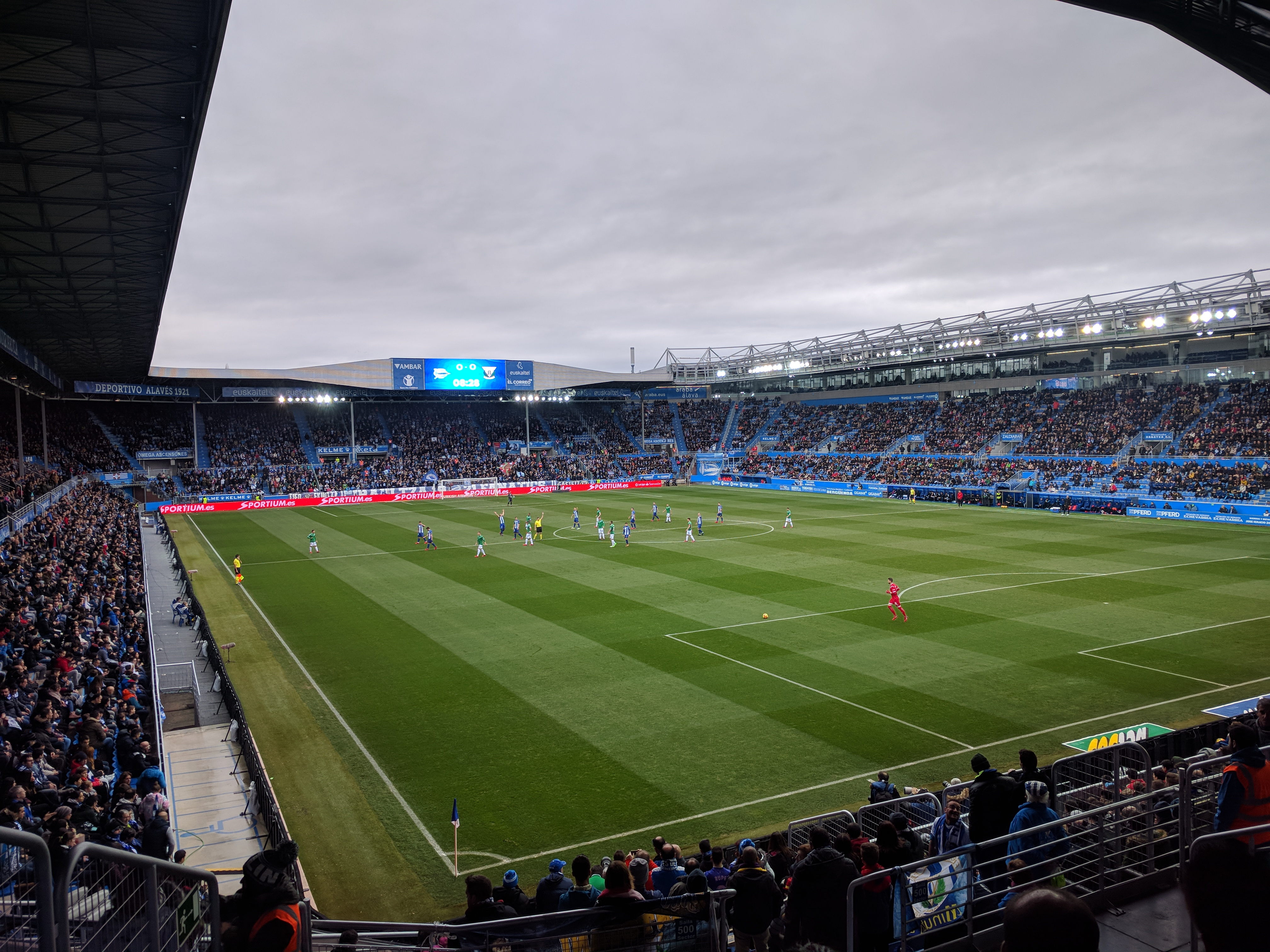
Partido disputado en el estadio de Mendizorroza entre el Deportivo Alavés y el CD Leganés en enero de 2018 (2:2).

La Temporada 2018-19 la inició de manera sensacional, siempre con Abelardo Fernández como entrenador. Cumplido un tercio de La Liga, el Alavés se encontraba en el 4.º lugar, hecho histórico para la institución. El equipo acabó a 3 puntos de puestos europeos.  En 2019 los aficionados del CD Alavés protestaron contra los horarios asignados por LaLiga en el encuentro contra el Rayo Vallecano con una fuerte protesta contra Javier Tebas.
La 2019-2020 parecía ser una temporada tranquila para el Deportivo Alavés. Con Asier Garitano como entrenador, el Alavés se mantuvo fuera de los puestos de descenso durante prácticamente toda la temporada. Sin embargo, en el mes de marzo se tuvieron que paralizar debido a la pandemia del coronavirus Sars-Cov-2. La competición se reanudó en verano de ese mismo año sin público en las gradas. El parón y la falta del calor de los aficionados en Mendizorroza hizo que el Alavés afrontara la vuelta de LaLiga con muy malos resultados y cayendo en picado en la tabla. La directiva cesó a Asier Garitano y trajo a Juan Ramón López Muñiz para afrontar la recta final de la temporada con el menor sufrimiento posible y salvar la categoría. Tras unas agonizantes jornadas, el equipo consiguió la permanencia matemática en la penúltima jornada. Esto hizo que el Alavés pudiera disputar la temporada 2020-2021, la de su centenario, en la máxima categoría del fútbol español.

### Centenario

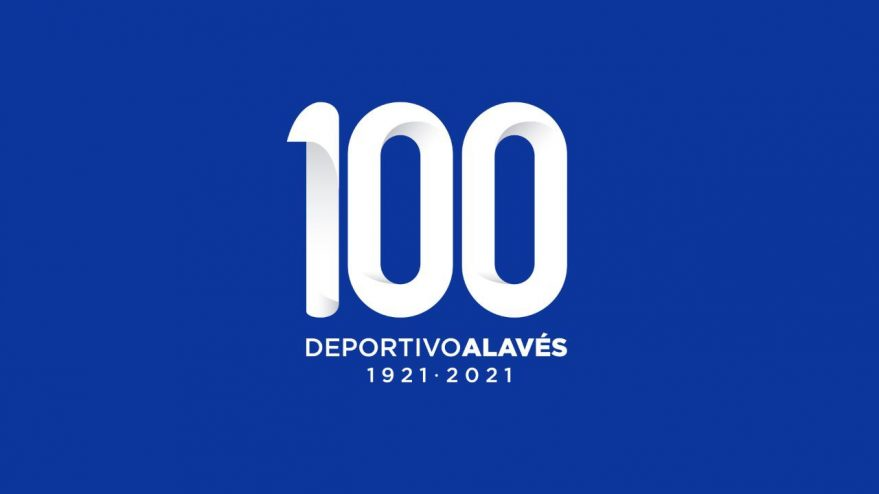
Logo del centenario del Deportivo Alavés

En la temporada 2020-2021 el Deportivo Alavés celebró su centenario. Por las restricciones de seguridad marcadas por la pandemia del COVID-19, no se pudieron hacer grandes actos multitudinarios en las calles o en el estadio de Mendizorroza. Sin embargo, el Alavés aprovechó para rediseñar en verano de 2020 el escudo que tenían desde 1995, haciéndole un lavado de cara completo. En el mes de enero de 2021, cerca de la fecha exacta del aniversario, el equipo sacó un nuevo himno cantado por Mikel Izal en una doble versión en euskera y castellano llamado 'Alta la frente' en español y 'Gora burua' en euskera. En honor a sus cien años de historia, el Alavés sacó más como una baraja de naipes Fournier conmemorativa con los rostros de sus jugadores más ilustres, un cupón de la ONCE con la fecha fundacional, un sello de Correos, un libro, un pack de mus o una camiseta conmemorativa con la que jugaron contra el Valladolid el 5 de febrero de 2021. Al final de la temporada se publicó un documental llamado 2000 Pasos que narra el siglo de historia del equipo con entrevistas a algunas de sus grandes leyendas. Dicho documental fue narrado por Hermes Desio, exjugador albiazul. Una de las cosas que no se pudieron llevar a cabo fue la de jugar un partido en Mendizorroza contra el Liverpool, homenajeando la final de la Copa de la UEFA de 2001; el partido más importante de la historia del equipo. La imposibilidad de llenar el estadio y el riesgo de traer a España un equipo inglés por la pandemia hicieron que este encuentro no se celebrase en el año del 100.º aniversario del equipo y 20.º aniversario de dicha final.
Sin embargo, el destino quiso que el 23 de enero de 2021 el Deportivo Alavés jugase en Liga en Mendizorroza contra el Real Madrid en el día exacto de su centenario. Por desgracia, debido a la pandemia, el estadio estuvo vacío en un partido que podría haber sido una grandísima fiesta alavesista. Desafortunadamente, el Real Madrid ganó 4-1 a los locales en un mal partido dando al día centenario un final amargo. El saque de honor de dicho partido lo hizo el exfutbolista albiazul y del Real Madrid Javier Berasaluce, que tenía 90 años en aquel momento.
En cuanto a lo deportivo, la temporada del centenario fue una montaña rusa para el Deportivo Alavés. Comenzaron la temporada con Pablo Machín como entrenador. Tras una primera vuelta muy irregular, fue destituido dejando al equipo 14° en la clasificación, pero a tan solo 2 puntos sobre el descenso y tras perder 3-1 contra el Cádiz. El míster fue relevado por Abelardo, que volvía a Vitoria dos años después tras salvar al equipo en su primera etapa. Sin embargo, el Pitu no logró dar con la tecla y hundió aún más al equipo dejándolo colista y abocado a la Segunda División. Tras perder 1-3 contra el Celta de Vigo, Abelardo decidió dejar voluntariamente su puesto de entrenador el 5 de abril de 2021; solo tres meses después de haber llegado. El tercer entrenador de la temporada fue Javi Calleja, que dio un aire fresco a la plantilla y consiguió resucitar a un equipo muerto. Gracias al cambio de entrenador, el Alavés consiguió salvar la categoría el 16 de mayo al ganar 4-2 al Granada en la jornada 37. De esta manera, el Alavés conseguiría estar en Primera División por sexto año consecutivo, algo que nunca había logrado en sus 100 años de historia. Así acabó un agónico y atípico centenario marcado por los malos resultados, una salvación in extremis y la falta del público en las gradas por culpa de la pandemia del Covid-19.
Al final de la temporada 2020-2021, se confirmó que el capitán Manu García ponía fin a su etapa como jugador en el conjunto vitoriano después de nueve años y de haber jugado en tres categorías diferentes.
El equipo femenino del Alavés, conocido como 'Gloriosas' consiguió su primer ascenso a la Primera División.

## Símbolos

### Historia y evolución del escudo

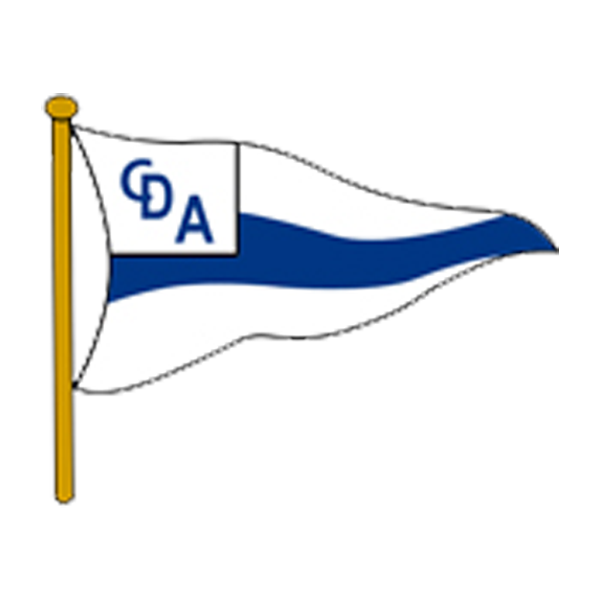
Segunda versión del banderín como escudo (1923)

El Deportivo Alavés ha tenido varios escudos desde su fundación en 1921. El primero era un gran escudo de armas bastante similar al de la provincia de Álava pero con la variante de que el brazo armado que porta una espada en el de la provincia, se sustituía por un banderín azul y blanco en el del equipo. Además, en la parte superior, un medallón con las siglas "DA" coronaban el escudo.
Al año siguiente, en 1922, se simplificó el escudo manteniendo únicamente el banderín. Este banderín era blanco con una franja azul en el medio y en la parte superior izquierda, metidas en un cuadrado, las siglas del equipo "DA".
Este escudo se mantuvo hasta 1950, aunque las siglas cambiaron con el tiempo al rebautizarse el equipo como Club Deportivo Alavés.
En 1950, el equipo volvió a sus orígenes cambiando su escudo a uno más similar al de Álava. Volvieron el castillo, el león y se añadió la espada, haciendo que el banderín con las siglas "C.D.A" salieran de detrás del castillo. Todo esto metido en un círculo y con una corona en la parte superior.
En 1956 se volvió a cambiar por uno muy similar al que tenía el equipo en 1941, únicamente con el banderín. Además, el nombre del equipo volvió a ser Deportivo Alavés, quitando de su nomenclatura el "Club".
El 1986 se volvió al mismo escudo que el de 1922.
La verdadera revolución llegó en 1995 cuando el escudo varió notablemente. Se mantenía el banderín pero ahora la franja azul del centro tenía un efecto tiza, haciendo que no se cubriese toda del mismo color. El mástil se volvió transparente y las siglas "DA" se volvieron a colocar arriba a la izquierda dentro de un cuadrado. Por detrás del banderín había un círculo azul que por arriba y abajo se podía leer "Deportivo Alavés".
Aunque con algunos cambios en los colores y trazados, esa es la versión del escudo que tuvimos hasta el 28 de julio de 2020; fecha en la que el escudo cambió por última vez. Como el escudo de 1995 presentaba muchos problemas en soportes digitales y televisión por sus raros trazados y forma atípica, se rediseñó el escudo poco antes de arrancar la temporada del centenario del equipo. Se cambió la forma del banderín por uno más moderno, con su típica franja azul en el medio que ahora tiene las siglas "DA". Se ha eliminado el mástil de dicho banderín y todo está metido dentro de un círculo azul que en blanco lleva escrito "DEPORTIVO ALAVÉS" y a los lados "1921".

### Himnos
El primer y clásico himno del equipo fue escrito por D. Alfredo Donnay, músico vitoriano en los 50, aunque parece ser que en Mendizorroza nació ya en los años 20, el famoso cántico de "ánimo pues, ánimo pues...". Piterman inició un concurso para crear un himno en euskera, pero la mala imagen que tenía Piterman entre los aficionados y la marcha de este, provocaron que el proyecto quedara en el olvido.
En algunos partidos en los que el Deportivo Alavés juega en Mendizorroza se canta el himno en todo el estadio a partir del minuto 21 en honor al año de fundación del club.
Puedes ver la letra del himno actual aquí
Fuente adicional sobre la letra del himno de Alavés aquí.
Como ya se ha mencionado anteriormente, con motivo del centenario del equipo el Deportivo Alavés creó otro himno de la mano del músico Mikel Izal titulado 'Alta la frente' en su versión en castellano y 'Gora burua' en euskera.
Podéis escuchar el himno en ambos idiomas y ver la transcripción de sus letras aquí.

## Indumentaria
Tras varias temporadas vistiendo las equipaciones de la marca danesa Hummel, la temporada 2017-2018 estrenó indumentaria con Kelme, firma con la que ha mantenido acuerdo de suministro hasta 2022. Ese año, la entidad llega a un nuevo acuerdo con la alemana Puma por un período de 4 temporadas.
Para el estreno de la nueva marca, se elige recuperar las tradicionales rayas verticales y mantener el primigenio pantalón negro.
| Primero (1920) | (Ver evolución) | Actual |

## Infraestructura

### Estadio

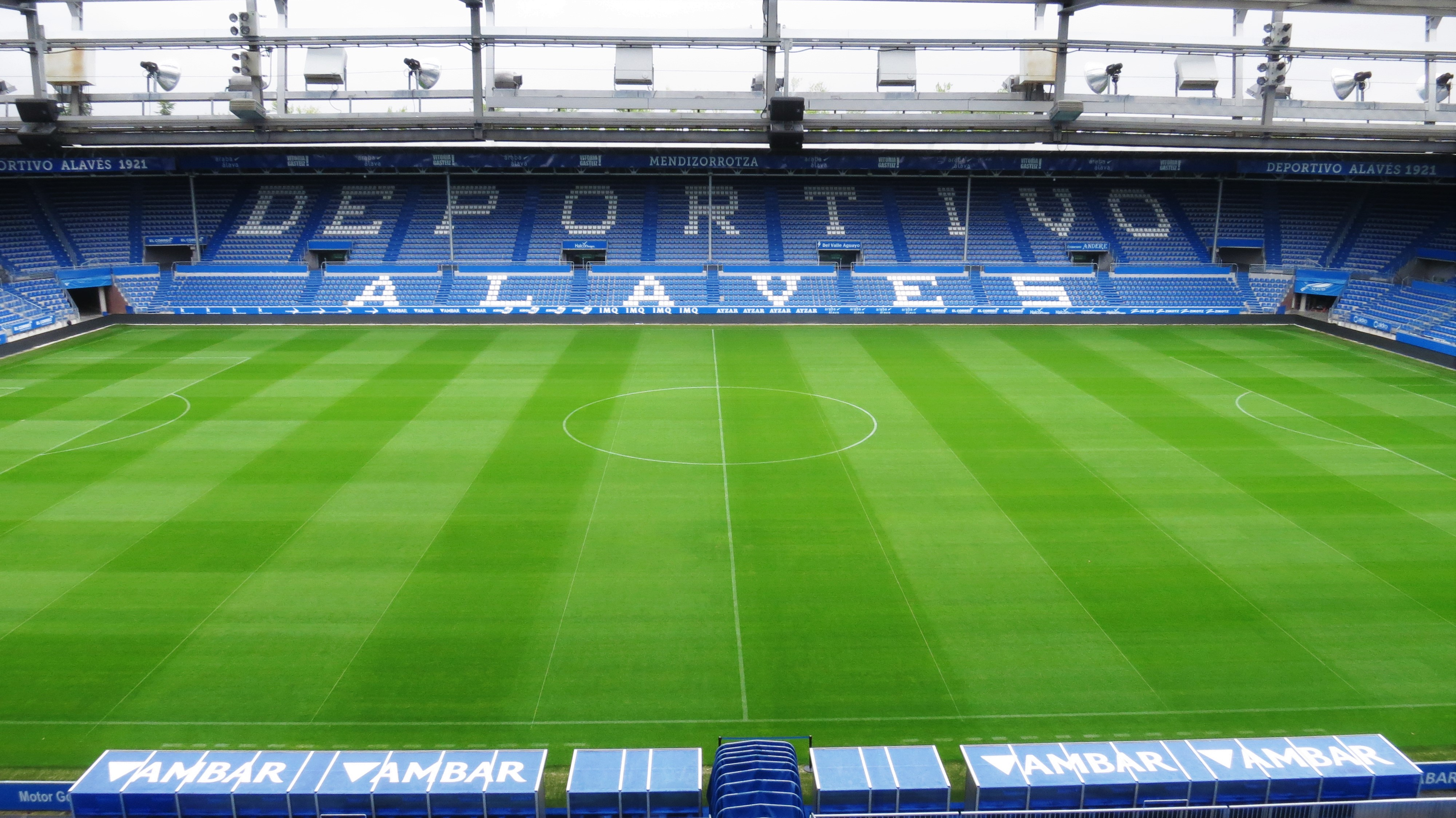
Interior renovado del estadio de Mendizorroza.

El Estadio de Mendizorroza fue inaugurado el 27 de abril de 1924. Está situado en el Paseo Cervantes, al lado de las piscinas municipales y de la Fundación Estadio. El campo ha sufrido varias remodelaciones, siendo la última la sufrida en el año 2016, con el ascenso a Primera División del Alavés. En esa remodelación, se cambió el césped 18 años después. También se cambiaron los asientos de las gradas, los marcadores de ambos fondos, los banquillos y el palco. Aun así, la remodelación más importante fue en la temporada 1998/99 tras el tercer ascenso del Alavés a Primera División. En el año 2024 Mendizorroza cumple 100 años, siendo el tercer campo español más longevo de primera división, tras Mestalla y La Cerámica.
Capacidad: 19.840 espectadores.
Dimensiones del Campo: 105x67 metros.
Dirección: Paseo Cervantes s/n, 01007 Vitoria

### Museo
El Deportivo Alavés cuenta con un museo en los bajos de Mendizorroza que fue inaugurado a principios del año 2005. En su interior se encuentran trofeos como el del Subcampeonato de la Copa de la UEFA y una placa en la que se cataloga a la afición del Alavés como la mejor del año 2001 según la UEFA.

### Instalaciones deportivas
El Deportivo Alavés cuenta con otras dos instalaciones deportivas:
- Ciudad Deportiva "José Luis Compañón" (Ibaia), fue cedida por el difunto Don Juan Arregui Garay.

Dirección: Carretera N-I (Frente al pueblo de Gomecha/Gometxa)
Uso: Campo de entrenamiento del primer equipo y los equipos inferiores.
Equipamiento:
Aparcamiento público para 650 vehículos
1 campos de hierba artificial
3 campos de hierba natural
Terraza cubierta
- Ciudad Deportiva "El Glorioso" (Betoño).

Dirección: Portal de Betoño 44
Uso: Campos de entrenamiento de los equipos inferiores.
Equipamiento:
Aparcamiento para 150 vehículos
40.000 m² de superficie
Tribuna para 200 espectadores
1 campo de hierba natural
3 campos de hierba artificial
3 campos de fútbol sala

## Datos del club
Para los detalles estadísticos del club véase Estadísticas del Deportivo Alavés

### Denominaciones
Durante su historia, la entidad ha visto cómo su denominación variaba por diversas circunstancias hasta la actual de Deportivo Alavés, vigente desde 1921 salvo un breve período. El club se fundó con el nombre de Sport Friend’s Club hasta que se regularizó un año después como Deportivo Alavés.
A continuación se listan las distintas denominaciones de las que ha dispuesto el club durante su historia:
- Sport Friend’s Club: (1920-21) Nombre en su nacimiento.
- Deportivo Alavés: (1921-23) Cambio a un nombre más representativo.
- Club Deportivo Alavés: (1923-34) Nuevo cambio que englobase el carácter polideportivo.
- Deportivo Alavés: (1934-96) Recupera su antigua denominación.
- Deportivo Alavés, S. A. D.: (1996-Act.) Conversión de la entidad en una Sociedad anónima deportiva (S. A. D.).

### Trayectoria y palmarés resumido

Alineaciones de la Final de la Copa de la UEFA 2000-01.

Entre los títulos del club destacan por importancia cuatro campeonatos de la Segunda División, que completa a nivel nacional de categorías inferiores no profesionales con otro de la Segunda División "B" y otro de la longeva Copa Federación. Estuvo cerca de lograr los que hubieran sido sus mayores logros en la temporada 2000-01 y la 2016-17 cuando perdió las finales de la Copa de la UEFA —actual Liga Europa— y la de la Copa del Rey respectivamente, y que hubieran sido los primeros de índole de máxima categoría.
De haber logrado el campeonato europeo, tras una agónica final frente al Liverpool Football Club que finalizó por 5-4 y se decidió en la prórroga, el club hubiera sido uno de los pocos clubes españoles en lograrlo junto a Real Madrid Club de Fútbol, Fútbol Club Barcelona, Atlético de Madrid, Valencia Club de Fútbol, Real Zaragoza o Sevilla Fútbol Club. Pese a ello es uno de los veintiocho clubes históricos en haber tenido presencia en Europa. A la lista se añadió el Villarreal Club de Fútbol en 2021.
A nivel regional el club se proclamó vencedor en una ocasión del Campeonato de Vizcaya y del Campeonato de Guipúzcoa, nacidos tras la reestructuración de los campeonatos de la región del Norte. Venció en 1938 —y durante la Guerra Civil— el Campeonato Brigadas de Navarra, también de carácter local, reconocido por la Federación Española en una época de posguerra en la que tanto el club como el fútbol español afrontaban una reestructuración para recuperar antigua solera.
Por etapas, la de los años treinta y la de los años 2000 y 2010 en intervalos, son por tanto consideradas como las mejores del club en lo deportivo, y tras el Athletic Club y la Real Sociedad de Fútbol, ambos de mayor longevidad, logró situarse como el tercer mejor equipo vasco del panorama español.
En cuanto a sus desempeños en la Primera División, ha participado en ella 18 temporadas, con un sexto puesto como mejor resultado en la temporada 1999-2000, y un vigésimo como peor en la edición 2021-22. Completa su trayectoria con treinta y siete años en la Segunda División —para un total de cincuenta y cinco en el fútbol profesional—, doce en la Segunda División "B" y veintidós en la Tercera División.
Nota: en negrita competiciones vigentes en la actualidad.
Torneos nacionales (6)
| Competición nacional           | Títulos                                     | Subcampeonatos |
| ------------------------------ | ------------------------------------------- | -------------- |
| Copa del Rey de fútbol         |                                             | 2016-2017. (1) |
| Segunda División de España (4) | 1929-1930, 1953-1954, 1997-1998 y 2015-2016 |                |
|                                |                                             |                |
| Segunda División "B" (1)       | 2012-2013                                   |                |
| Copa Federación (1)            | 1946.                                       |                |

Torneos internacionales (0)
| Competición internacional | Títulos | Subcampeonatos |
| ------------------------- | ------- | -------------- |
| Liga Europa (0)           |         | 2000-2001. (1) |

Torneos regionales (3)
| Competición regional         | Títulos    | Subcampeonatos |
| ---------------------------- | ---------- | -------------- |
| Campeonato de Vizcaya (1)    | 1929-1930. | 1927-1928. (1) |
| Campeonato de Guipúzcoa (1)  | 1938-1939. |                |
| Copa Brigadas de Navarra (1) | 1937-1938. |                |

Se contabiliza la Copa Brigadas de Navarra, de carácter regional, pese a no ser una de las competencias regionales oficiales de acceso al Campeonato de España, disputada durante la reorganización federativa de los años de la guerra.
| Deportivo Alavés                                                             | 1 | 1 | 1 | - | - | - | 4 | 1 | 1 | - | - | - | - | - | - | 9 |
| Datos actualizados a la consecución del último título el 3 de junio de 2017. |   |   |   |   |   |   |   |   |   |   |   |   |   |   |   |   |

### Trofeos amistosos (31)
- Trofeo Villa de Laguardia (13): 2000, 2001, 2003, 2004, 2006, 2007, 2009, 2010, 2011, 2012, 2014, 2017, 2019.
- Trofeo Diputación Foral de Álava (13): 1995, 1996, 1998, 1999, 2000, 2001, 2002, 2004, 2005, 2006, 2014, 2016.
- Trofeo Joaquín Segura (Tudela) (1): 1974.
- Torneo de San Ginés (1): 2009.
- Trofeo de la Galleta (1): 2013.
- Memorial Manuel Preciado: (1) 2016.
- Trofeo Nando Yosu (1): 2024.

## Participación en competiciones europeas
| Temporada | Torneo          | Ronda         | Club           | Ida | Vuelta | Global |
| --------- | --------------- | ------------- | -------------- | --- | ------ | ------ |
| 2000-01   | Copa de la UEFA | Primera ronda | Gaziantepspor  | 0-0 | 3-4    | 3-4    |
| 2000-01   | Copa de la UEFA | Segunda ronda | Lillestrøm SK  | 1-3 | 2-2    | 3-5    |
| 2000-01   | Copa de la UEFA | 1/16 final    | Rosenborg      | 1-1 | 1-3    | 4-2    |
| 2000-01   | Copa de la UEFA | 1/8 final     | Inter de Milán | 3-3 | 0-2    | 5-3    |
| 2000-01   | Copa de la UEFA | 1/4 final     | Rayo Vallecano | 3-0 | 2-1    | 4-2    |
| 2000-01   | Copa de la UEFA | 1/2 final     | Kaiserslautern | 5-1 | 1-4    | 9-2    |
| 2000-01   | Copa de la UEFA | Final         | Liverpool      | 5-4 |        |        |
| 2002-03   | Copa de la UEFA | Primera ronda | Ankaragücü     | 1-2 | 3-0    | 1-5    |
| 2002-03   | Copa de la UEFA | Segunda ronda | Beşiktaş       | 1-1 | 1-0    | 1-2    |

## Organigrama deportivo

### Jugadores
En la historia del club han jugado numerosos futbolistas destacados del panorama nacional. Entre ellos destacaron por su rendimiento individual algunos como Martín Herrera, «trofeo Zamora» de Primera División y Francisco Leal de Segunda, o Borja Viguera como máximo anotador también de la segunda categoría.
Sin embargo, y pese a no ser distinguidos individualmente, sobresalieron por encima de ellos jugadores como Ciriaco Errasti, Jacinto Quincoces, Manuel Olivares, Simón Lecue, Fernando Sañudo, Javier Berasaluce o Jorge Valdano —pasando curiosamente los siete más tarde al Real Madrid Club de Fútbol donde agrandaron sus carreras—, Antero de Audicana, Juan Señor, Desio, Cosmin Contra u Óscar Téllez entre otros. Cabe también mencionar al oriundo Aitor Karanka, quien pese a no debutar con el primer equipo fue formado en las categorías inferiores del club. También han jugado otros ilustres como Luis de la Fuente o Julio Salinas.
Dicha relación con el club madrileño se mantuvo históricamente, siendo muchos los jugadores que vistieron ambas camisetas, destacando en la etapa más reciente del club jugadores como Manuel Canabal, David Aganzo, Fernando Pacheco, Rubén Sobrino, Marcos Llorente, Theo Hernández o Joselu Mato por citar algunos.
Kike García marca el gol 700 de la historia del Deportivo Alavés en 1.ª división en la temporada 2024 - 2025. 
Anteriormente, ha habido otros goleadores centenarios:
- Gol 100: Wilson
- Gol 200: Gerard López
- Gol 300: Javi Moreno
- Gol 400: John Aloisi
- Gol 500: Rubén Sobrino
- Gol 600: Pere Pons

### Más presencias en el club
Actualizado al 19/06/2023

| #   | Nombre                | Partidos(N.º temp.) |
| --- | --------------------- | ------------------- |
| 1°  | Martín Astudillo      | 346(10)             |
| 2°  | Manu García           | 308(9)              |
| 3°  | Víctor Laguardia      | 285(9)              |
| 4°  | Pablo Gómez           | 256(8)              |
| 5°  | Fernando Pacheco      | 253(7)              |
| 6°  | Juan Gorospe          | 243(10)             |
| 7°  | Óscar Téllez          | 237(8)              |
| 8°  | Miguel Antonio Ibarra | 236(9)              |
| 9°  | Antonio Karmona       | 231(7)              |
| 9°  | Rubén Duarte          | 231 (7)             |
| 10º | Jesús María Larrañaga | 230(8)              |

### Máximos goleadores
(Excluyendo categorías inferiores a Segunda División)
Actualizado al 16/06/2023
| #    | Nombre                 | Goles | 1.ª | 2.ª | C. del Rey |
| ---- | ---------------------- | ----- | --- | --- | ---------- |
| 1.°  | Julio Remacha          | 59    | 3   | 45  | 11         |
| 2.°  | Vicente Echeandía      | 56    | 21  | 33  | 2          |
| 3.°  | Rubén Navarro          | 52    | 14  | 29  | 8          |
| 4.°  | Olivares               | 50    | 10  | 33  | 7          |
| 5.°  | Manuel Serrano         | 48    | 0   | 45  | 3          |
| 6.°  | Eliseo Salamanca       | 44    | 0   | 34  | 10         |
| 7.°  | José Antonio Hormaeche | 40    | 0   | 38  | 2          |
| 8.°  | Javi Moreno            | 39    | 29  | 1   | 3          |
| 9.º  | Baltasar Albéniz       | 38    | 11  | 17  | 10         |
| 10.° | Joselu                 | 36    | 36  | -   | 0          |
| 11.º | Pablo Gómez            | 33    | 8   | 20  | 5          |

### Máximos goleadores en UEFA
Actualizado al 16/06/2023
| #   | Nombre        | Goles |
| --- | ------------- | ----- |
| 1.° | Javi Moreno   | 6     |
| 2.° | Iván Alonso   | 5     |
| 3.° | Vucko         | 4     |
| 4.° | Jordi Cruyff  | 4     |
| 5.° | Cosmin Contra | 3     |
| 6.° | Ivan Tomic    | 3     |

### Plantilla y cuerpo técnico
Según normativa UEFA 
Un jugador de la cantera se define como todo jugador que haya permanecido un mínimo de tres temporadas en un club entre los 15 y los 21 años, mientras que un jugador canterano de la misma federación es aquel que ha permanecido al menos tres años en un club o clubes afiliados a la misma federación entre los 15 y 21 años.

### Altas y bajas 2025-26
| Jugador | Posición       | Procedencia          | Tipo                | Costo |  |
| Youssef Enríquez | Defensa        | Real Madrid Castilla | Traspaso            | 3M €* |  |
| Pablo Ibáñez | Centrocampista | C.A. Osasuna         | Libre               | 0 €   |  |
| Jonny Otto | Defensa        | PAOK FC              | Libre               | 0 €   |  |
| Raúl Fernández | Portero        | C.D. Mirandés        | Libre               | 0 €   |  |
| Calebe Gonçalves | Centrocampista | Fortaleza E.C.       | Cesión              | 0 €   |  |
| Carles Aleñá | Centrocampista | Getafe C.F.          | Traspaso            | 0 €** |  |
| Mariano Díaz | Delantero      | Sin equipo           | Libre               | 0 €   |  |
| Víctor Parada | Defensa        | C.D. Mirandés        | Regresa tras cesión | 0 €   |  |
| Joaquín Panichelli | Delantero      | C.D. Mirandés        | Regresa tras cesión | 0 €   |  |
| Abde Rebbach | Delantero      | Granada C.F.         | Regresa tras cesión | 0 €   |  |
| Nikola Maraš | Defensa        | Real Sporting        | Regresa tras cesión | 0 €   |  |
| Nota * : El Real Madrid se reserva un 50% de los derechos y una opción de recompra. Nota ** : El traspaso no tiene coste pero incluye algunas variables. |                |                      |                     |       |  |

| Jugador | Posición       | Destino               | Tipo          | Costo    |  |
| Manu Sánchez | Defensa        | Celta de Vigo         | Fin de cesión | 0 €      |  |
| Carles Aleñá | Centrocampista | Getafe C.F.           | Fin de cesión | 0 €      |  |
| Joan Jordán | Centrocampista | Sevilla F.C.          | Fin de cesión | 0 €      |  |
| Carlos Martín | Delantero      | Atlético de Madrid    | Fin de cesión | 0 €      |  |
| Pau Cabanes | Delantero      | Villarreal C.F.       | Fin de cesión | 0 €      |  |
| Joaquín Panichelli | Delantero      | Racing de Estrasburgo | Traspaso      | 8.25M €* |  |
| Santiago Mouriño | Defensa        | Atlético de Madrid    | Traspaso      | 4M €     |  |
| Tomás Conechny | Centrocampista | Racing Club           | Traspaso      | 3M €     |  |
| Kike García | Delantero      | R.C.D. Espanyol       | Libre         | 0 €      |  |
| Aleksandar Sedlar | Defensa        | Tractor S.C.          | Libre         | 0 €      |  |
| Abdel Abqar | Defensa        | Getafe C.F.           | Libre         | 0 €      |  |
| Unai Ropero | Delantero      | Hércules C.F.         | Cesión        | 0 €      |  |
| Adrián Pica | Defensa        | C.D. Mirandés         | Cesión        | 0 €      |  |
| Jesús Owono | Portero        | F.C. Andorra          | Cesión        | 0 €      |  |
| Selu Diallo | Centrocampista | Cultural Leonesa      | Cesión        | 0 €      |  |
| Asier Villalibre | Delantero      | Racing de Santander   | Cesión O/C    | 0 €      |  |
| Adrián Rodríguez | Portero        | Real Zaragoza         | Cesión        | 0 €      |  |
| Nota * : El coste del traspaso es de 16,5M €, pero el Deportivo Alavés solo poseía el 50% de los derechos del jugador. |                |                       |               |          |  |

### Entrenadores
| - (1921-1926) Sin entrenador - 1926-1927 Amadeo García de Salazar - 1927-1928 Juan José Martínez "Tato", Walter M. Harris - 1928-1929 Ramón Adarraga, Amadeo García de Salazar - (1929-1931) Francisco Baonza - 1931-1932 Ramón Encinas - (1932-1936) Amadeo García de Salazar - 1936-1937 Sin entrenador - (1937-1940) Baltasar Albéniz - 1940-1941 Txomin Rey Ciaurriz, Francisco Gamborena - 1941-1942 G. de Audicana - 1942-1943 Ignacio María Alcorta - 1943-1944 Ignacio María Alcorta, G. de Audicana, - (1944-1946) Txomin Rey Ciaurriz - 1946-1947 Txomin Rey Ciaurriz, Tiburcio Beristain - 1947-1948 Tiburcio Beristain, Desiderio Esparza, Baltasar Albéniz - 1948-1949 Isaac Oceja, Jesús Gabilondo - 1949-1950 Carlos Petreñas - (1950-1952) Lorenzo Ausina Tur - 1952-1953 Antonio Molinos, Fernando Jiménez Muñoz, A. Alsua - (1953-1956) Manuel Echezarreta - (1956-1958) Luis Urquiri - 1958-1959 R. Iriondo, Manuel Echezarreta - 1959-60 Manuel Echezarreta | - (1960-1963) Román Galarraga - 1963-1964 Marcial García Arroyo, Juan José Urquizu, "Manolín" Martínez - 1964-1965 Ángel Calvo - 1965-1966 Lasa Garmendia, Luis Urquiri, Agustín Barcina - 1966-1967 Félix Elizondo, J. C. Díaz Quincoces - 1967-1968 Ignacio Izaguirre - 1968-1969 Ignacio Izaguirre, Ferenc Puskás - 1969-1970 Ferenc Puskás, Arsenio Calvo - 1970-1971 Agustín Barcina - 1971-1972 Agustín Barcina, García de Andoin, Manuel Millán - 1972-1973 Koldo Aguirre - 1973-1974 Román Galarraga - 1974-1975 Román Galarraga, "Tito Reyes", Ignacio Eizaguirre - 1975-1976 Abdallah Ben Barek - (1976-1978) Joseíto - (1978-1980) Jesús Aranguren - (1980-1982) García de Andoin - 1982-1983 García de Andoin, Luis María Astorga - 1983-1984 Emilio Quílez, José Antonio Naya - 1984-1985 José Manuel Esnal, Nemesio - 1985-1986 Nando Yosu - 1986-1987 Alberto Uriona - 1987-1988 Iñaki Espizua, "Coque" Echevarría - 1988-1989 Juan María Begoña - (1989-1992) Luis María Astorga | - 1991-1992 Luis María Astorga, Tomás Balbás - 1992-1993 Tomás Balbás, Luis Costa - 1993-1994 José Antonio Irulegui - (1994-1996) Jesús Aranguren - 1996-1997 Jesús Aranguren, Marco Antonio Boronat - (1997-2002) José Manuel Esnal - 2002-2003 José Manuel Esnal, Jesús Aranguren - 2003-2004 Pepe Mel - 2004-2005 Chuchi Cos - 2005-2006 Rafael Monfort, Juan Carlos Oliva, Mario Luna Sarmiento - 2006-2007 Mario Luna Sarmiento, Julio Bañuelos, Chuchi Cos,Fabri González, Quique Yagüe - 2007-2008 Josu Uribe, J. M Salmerón Morales - 2008-2009 J. M. Salmerón Morales, Manix Mandiola, Javi López - 2009-2010 Javier Pereira, Iñaki Ocenda - 2010-2011 M. A. Álvarez Tomé - 2011-2012 Luis de la Fuente Castillo, José Carlos Granero - 2012-2013 Nacho González - 2013-2014 Nacho González, J. C. Mandiá, Alberto López - 2014-2015 Alberto López - 2015-2016 José Bordalás - 2016-2017 Mauricio Pellegrino - 2017-2018 Luis Zubeldía, De Biasi, Abelardo Fernández | - (2017-2019) Abelardo Fernández - 2019-2020 Asier Garitano, J. R. López Muñiz (interino) - 2020-2021 Pablo Machín, Abelardo Fernández, Javier Calleja - 2021-2022 Javier Calleja, José Luis Mendilibar, Julio Velázquez - 2022-2024 Luis García Plaza - 2024-act. Eduardo Coudet |

### Presidencia y Junta directiva
| - 1921-1923 Hilario Dorado - 1923-1928 José Gabriel de Guinea - 1928-1929 Federico Del Campo - 1929-1930 Félix Alfaro Fournier - 1930-1931 Valentín Verástegui - 1931-1934 Ángel Gareizábal - 1934-1936 Luis Villanueva - 1936-1944 Luis Manso Ruiz - 1944-1946 Fernando De Verástegui - 1946-1947 Pedro Orbea - 1947-1951 José María Aresti - 1951-1955 Carlos Caballero - 1955-1956 Luis Molina - 1956-1958 Salvador García del Diestro - 1958-1959 Juan Arregui Garay - 1959-1960 José María Mariaca - 1960-1967 José Ustarán - 1967-1969 Juan Gorospe | - 1969-1970 Juan Gómez Baluegera - 1970-1972 José Antonio Orbea - 1972-1974 Ricardo Ruiz de Gauna - 1974-1976 Juan Arregui Garay - 1976-1977 José Luis Ruiz de Arcaute - 1977-1981 Hipólito Lalastra - 1981-1982 Luis Ortiz de Zárate - 1982-1982 Juan Arregui Garay - 1983-1984 Javier Martínez Balza - 1984-1986 Julián Ortiz Gil - 1986-1988 José Antonio Rozas - 1988-1989 José Luis Menoyo - 1989-1998 Juan Arregui Garay - 1998-2004 Gonzalo Antón - 2004-2007 Dmitry Piterman - 2007-2010 Fernando Ortiz de Zárate - 2010-2011 Alfredo Ruiz de Gauna - 2011-2013 Avelino Fernández de Quincoces - 2013-presente Alfonso Fernández de Trocóniz |

## Temporada por temporada
| Temporada | División | Posición | Copa del Rey  |
| --------- | -------- | -------- | ------------- |
| 1928      |          |          | Semifinales   |
| 1929      | 2.ª      | 3.º      | 1/16 de Final |
| 1929/30   | 2.ª      | 1.º      | Cuartos       |
| 1930/31   | 1.ª      | 8.º      | 1/16 de Final |
| 1931/32   | 1.ª      | 9.º      | Cuartos       |
| 1932/33   | 1.ª      | 10.º     |               |
| 1933/34   | 2.ª      | 10.º     |               |
| 1939      |          |          | Semifinales   |
| 1939/40   | 2.ª      | 8.º      | 1/16 de Final |
| 1940/41   | 3.ª      | 1-º      | 2.ª Ronda     |
| 1941/42   | 2.ª      | 3.º      |               |
| 1942/43   | 2.ª      | 8.º      | 1/16 de Final |
| 1943/44   | 3.ª      | 2.º      | 5.ª Ronda     |
| 1944/45   | 3.ª      | 3.º      | 1/16 de Final |
| 1945/46   | 3.ª      | 5.º      |               |
| 1946/47   | 3.ª      | 7.º      |               |
| 1947/48   | 3.ª      | 10.º     | 3.ª Ronda     |
| 1948/49   | 3.ª      | 12.º     | 1.ª Ronda     |
| 1949/50   | 3.ª      | 10.º     |               |
| 1950/51   | 3.ª      | 2.º      |               |

| Temporada | División | Posición | Copa del Rey  |
| --------- | -------- | -------- | ------------- |
| 1951/52   | 2.ª      | 9.º      |               |
| 1952/53   | 2.ª      | 4.º      | Octavos       |
| 1953/54   | 2.ª      | 1.º      | Octavos       |
| 1954/55   | 1.ª      | 10.º     | Octavos       |
| 1955/56   | 1.ª      | 14.º     |               |
| 1956/57   | 2.ª      | 5.º      |               |
| 1957/58   | 2.ª      | 7.º      |               |
| 1958/59   | 2.ª      | 13.º     | 1.ª Ronda     |
| 1959/60   | 2.ª      | 13.º     | 1.ª Ronda     |
| 1960/61   | 3.ª      | 1.º      |               |
| 1961/62   | 2.ª      | 4.º      | Octavos       |
| 1962/63   | 2.ª      | 8.º      | 1/16 de Final |
| 1963/64   | 2.ª      | 16.º     | 1/16 de Final |
| 1964/65   | 3.ª      | 1.º      |               |
| 1965/66   | 3.ª      | 3.º      |               |
| 1966/67   | 3.ª      | 7.º      |               |
| 1967/68   | 3.ª      | 1.º      |               |
| 1968/69   | 2.ª      | 14.º     |               |
| 1969/70   | 3.ª      | 9.º      | 1.ª Ronda     |
| 1971/72   | 3.ª      | 7.º      | 1.ª Ronda     |

| Temporada | División | Posición | Copa del Rey |
| --------- | -------- | -------- | ------------ |
| 1972/73   | 3.ª      | 3.º      | 2.ª Ronda    |
| 1973/74   | 3.ª      | 1.º      | 2.ª Ronda    |
| 1974/75   | 2.ª      | 16.º     | 3.ª Ronda    |
| 1975/76   | 2.ª      | 15.º     | 2.ª Ronda    |
| 1976/77   | 2.ª      | 8.º      | 2.ª Ronda    |
| 1977/78   | 2.ª      | 11.º     | Cuartos      |
| 1978/79   | 2.ª      | 9.º      | Cuartos      |
| 1979/80   | 2.ª      | 9.º      | Octavos      |
| 1980/81   | 2.ª      | 8.º      | Octavos      |
| 1981/82   | 2.ª      | 17.º     | 3.ª Ronda    |
| 1982/83   | 2.ª      | 17.º     |              |
| 1983/84   | 2.ªB     | 3.º      | 2.ª Ronda    |
| 1984/85   | 2.ªB     | 3.º      | 3.ª Ronda    |
| 1985/86   | 2.ªB     | 5.º      | 2.ª Ronda    |
| 1986/87   | 3.ª      | 7.º      | 1.ª Ronda    |
| 1987/88   | 3.ª      | 8.º      |              |
| 1988/89   | 3.ª      | 2.º      |              |
| 1989/90   | 3.ª      | 1.º      |              |
| 1990/91   | 2.ªB     | 2.º      | 2.ª Ronda    |
| 1991/92   | 2.ªB     | 4.º      | 3.ª Ronda    |

| Temporada | División | Posición | Copa del Rey  |
| --------- | -------- | -------- | ------------- |
| 1992/93   | 2.ªB     | 1.º      | 3.ª Ronda     |
| 1993/94   | 2.ªB     | 1.º      | 3.ª Ronda     |
| 1994/95   | 2.ªB     | 1.º      | 1.ª Ronda     |
| 1995/96   | 2.ª      | 7.º      | 2.ª Ronda     |
| 1996/97   | 2.ª      | 13.º     | 2.ª Ronda     |
| 1997/98   | 2.ª      | 1.º      | Semifinales   |
| 1998/99   | 1.ª      | 16.º     | 3.ª Ronda     |
| 1999/00   | 1.ª      | 6.º      | 1/16 de Final |
| 2000/01   | 1.ª      | 10.º     | 1/32 de Final |
| 2001/02   | 1.ª      | 7.º      | 1/16 de Final |
| 2002/03   | 1.ª      | 19.º     | Octavos       |
| 2003/04   | 2.ª      | 4.º      | Semifinales   |
| 2004/05   | 2.ª      | 3.º      | 1/32 de Final |
| 2005/06   | 1.ª      | 18.º     | 3.ª Ronda     |
| 2006/07   | 2.ª      | 17.º     | Octavos       |
| 2007/08   | 2.ª      | 17.º     | 3.ª Ronda     |
| 2008/09   | 2.ª      | 19.º     | 2.ª Ronda     |
| 2009/10   | 2.ªB     | 5.º      | 1.ª Ronda     |
| 2010/11   | 2.ªB     | 3.º      | 1.ª Ronda     |
| 2011/12   | 2.ªB     | 6.º      | 3.ª Ronda     |

| Temporada | División | Posición | Copa del Rey  |
| --------- | -------- | -------- | ------------- |
| 2012/13   | 2.ªB     | 1.º      | 1/16 de Final |
| 2013/14   | 2.ª      | 18.º     | 3.ª Ronda     |
| 2014/15   | 2.ª      | 13.º     | 1/16 de Final |
| 2015/16   | 2.ª      | 1.º      | 3.ª Ronda     |
| 2016/17   | 1.ª      | 9.º      | Finalista     |
| 2017/18   | 1.ª      | 14.º     | 1/4 de Final  |
| 2018/19   | 1.ª      | 11.º     | 1/16 de Final |
| 2019/20   | 1.ª      | 16.º     | 1.ª Ronda     |
| 2020/21   | 1.ª      | 16.º     | 1/16 de Final |
| 2021/22   | 1.ª      | 20.º     | 2.ª Ronda     |
| 2022/23   | 2.ª      | 4.º      | Octavos       |
| 2023/24   | 1.ª      |          |               |

### Últimas clasificaciones
| Temporada | Div. | Pos. | Pl. | Gan | Emp | Per | GA | GC | G  | Copa          | Europa | Europa    | Notas               |
| --------- | ---- | ---- | --- | --- | --- | --- | -- | -- | -- | ------------- | ------ | --------- | ------------------- |
| 1998-1999 | 1.ª  | 16   | 38  | 11  | 7   | 20  | 36 | 63 | 40 | 3.ª Ronda     |        |           |                     |
| 1999-2000 | 1.ª  | 6    | 38  | 17  | 10  | 11  | 41 | 37 | 61 | 1/16 de Final |        |           |                     |
| 2000-2001 | 1.ª  | 10   | 38  | 14  | 7   | 17  | 58 | 59 | 49 | 1/32 de Final | UEFA   | Final     |                     |
| 2001-2002 | 1.ª  | 7    | 38  | 17  | 3   | 18  | 41 | 44 | 54 | 1/16 de Final |        |           |                     |
| 2002-2003 | 1.ª  | 19   | 38  | 8   | 11  | 19  | 38 | 68 | 35 | Octavos       | UEFA   | 2.ª ronda | Descendió           |
| 2003-2004 | 2.ª  | 4    | 42  | 20  | 14  | 8   | 48 | 32 | 74 | Semifinales   |        |           |                     |
| 2004-2005 | 2.ª  | 3    | 42  | 23  | 7   | 12  | 62 | 47 | 76 | 1/32 de Final |        |           | Ascendió            |
| 2005-2006 | 1.ª  | 18   | 38  | 9   | 12  | 17  | 35 | 54 | 39 | 3.ª ronda     |        |           | Descendió           |
| 2006-2007 | 2.ª  | 17   | 42  | 13  | 13  | 16  | 51 | 60 | 52 | Octavos       |        |           |                     |
| 2007-2008 | 2.ª  | 17   | 42  | 12  | 15  | 15  | 41 | 47 | 51 | 3.ª Ronda     |        |           |                     |
| 2008-2009 | 2.ª  | 19   | 42  | 11  | 10  | 21  | 42 | 64 | 43 | 2.ª ronda     |        |           | Descendió           |
| 2009-2010 | 2.ªB | 5    | 38  | 16  | 14  | 8   | 45 | 31 | 62 | 1.ª ronda     |        |           |                     |
| 2010-2011 | 2.ªB | 3    | 38  | 18  | 12  | 8   | 63 | 43 | 66 | 1.ª ronda     |        |           |                     |
| 2011-2012 | 2.ªB | 6    | 38  | 14  | 17  | 7   | 64 | 39 | 59 | 3.ª ronda     |        |           |                     |
| 2012-2013 | 2.ªB | 1    | 38  | 25  | 7   | 6   | 57 | 22 | 82 | 1/16 de Final |        |           | Ascendió            |
| 2013-2014 | 2.ª  | 18   | 42  | 12  | 13  | 17  | 57 | 57 | 51 | 3.ª ronda     |        |           |                     |
| 2014-2015 | 2.ª  | 13   | 42  | 14  | 11  | 17  | 49 | 53 | 53 | 1/16 de final |        |           |                     |
| 2015-2016 | 2.ª  | 1    | 42  | 21  | 12  | 9   | 49 | 35 | 75 | 3.ª ronda     |        |           | Ascendió            |
| 2016-2017 | 1.ª  | 9    | 38  | 14  | 13  | 11  | 41 | 43 | 55 | Final         |        |           |                     |
| 2017-2018 | 1.ª  | 14   | 38  | 15  | 2   | 21  | 40 | 50 | 47 | 1/4 de final  |        |           |                     |
| 2018-2019 | 1.ª  | 11   | 38  | 13  | 11  | 14  | 39 | 50 | 50 | 1/16 de final |        |           |                     |
| 2019-2020 | 1.ª  | 16   | 38  | 10  | 9   | 19  | 34 | 59 | 39 | 2.ª ronda     |        |           |                     |
| 2020-2021 | 1.ª  | 16   | 38  | 9   | 11  | 18  | 36 | 57 | 38 | 1/32 de Final |        |           |                     |
| 2021-2022 | 1.ª  | 20   | 38  | 8   | 7   | 23  | 31 | 65 | 31 | 2.ª ronda     |        |           | Descendió           |
| 2022-2023 | 2.ª  | 4    | 42  | 19  | 14  | 9   | 47 | 33 | 71 | Octavos       |        |           | Ascendió en Playoff |
| 2023-2024 | 1.ª  | 10   | 38  | 12  | 10  | 16  | 36 | 46 | 46 | Octavos       |        |           |                     |
| 2024-2025 | 1.ª  |      |     |     |     |     |    |    |    | 1.ª ronda     |        |           |                     |

## Categorías inferiores

### Deportivo Alavés "B"
El Deportivo Alavés "B" es el equipo filial del club desde su fundación en 1960 y juega actualmente en Segunda Segunda División RFEF. Debutó en categoría nacional en la temporada 1979-80. En la temporada 2022-23 tras quedar subcampeón de grupo, perdió la final de ascenso a Primera División RFEF contra el At. Sanluqueño.

### Deportivo Alavés "C"
El Deportivo Alavés "C" fue el segundo conjunto filial del club entre los años 2000 y 2005. Disputó todas las temporadas en Tercera División, aunque desde su fundación en 1980 había estado vinculado al fútbol base del club babazorro. En la temporada 2022-23 ascendió a Tercera Federación al grupo IV.

### Club San Ignacio
Convenido del Deportivo Alavés desde 2003, en el verano de 2017 el primer equipo colegial se convirtió en equipo colaborador de la entidad albiazul, sirviendo de paso intermedio entre el Juvenil A y el Deportivo Alavés "B". Un año después, tras el ascenso a Tercera División, debido a la imposibilidad de disputar los partidos en Adurtzabal el Club San Ignacio pasó a disputar sus partidos en las instalaciones de Ibaia.

## Otras secciones deportivas

### Deportivo Alavés Gloriosas
El 11 de junio de 2017 se crea el Deportivo Alavés Gloriosas, empezaron en la Segunda División Femenina de España 2017-18. En la temporada 20-21 consiguieron el ascenso a la máxima categoría del fútbol español por primera vez en su historia.

### Fútbol sala
El Deportivo Alavés poseía una sección de fútbol sala, creada en la temporada 2005-06, con la colaboración del equipo vitoriano C. D. Atenea, pasándose a llamar Deportivo Alavés Atenea. El equipo disputaba entonces la Tercera División Nacional, y logró el ascenso a División de Plata, jugándola en la temporada 2006-07 encuadrado en el grupo "B", en el que consiguió la permanencia sin demasiados agobios, a falta de algunas jornadas.
Tras dos temporadas de vinculación, a finales de junio de 2007 el C. D. Atenea anunció que el patrocinio con los albiazules no continuaba, y que se veían forzados por razones económicas a renunciar a su plaza en la División de Plata.[cita requerida]

## Expansión internacional

### N.K. Istra 1961
En verano de 2018, el Deportivo Alavés se hizo con la propiedad del NK Istra 1961 (Prva HNL) croata para proseguir su plan de desarrollo de jóvenes talentos de la región. Durante el verano de 2018 diversos jugadores propiedad alavesista pasaron a las filas del club de Pula: José Luis Rodríguez, Ioritz Landeta, Dani Iglesias, etc.

### Kagoshima United F.C.
En noviembre de 2018 se comunicó que el Deportivo Alavés y el Kagoshima United F.C. (J2 League) habían llegado a un acuerdo para que el club japonés desarrollara su proyecto futbolístico de primer nivel y de cantera.

### J.S. Hércules
En enero de 2018 se hizo público el acuerdo alcanzado entre el Deportivo Alavés y el J.S. Hércules (Kakkonen) para ampliar su red de scouting por Europa llegando así a otros mercados como el escandinavo. El club finés reforzó su plantilla con jugadores españoles como Joshua Jullvé, José Amat, Alain Pecharroman,...

### California Victory
La primera experiencia del Deportivo Alavés en el ámbito internacional vino de la mano del presidente albiazul Dmitri Piterman al hacerse en octubre de 2006 con una franquicia de expansión en San Francisco a partir de la temporada 2007 con la denominación de California Victory (USL First Division) y que contaría con jugadores cedidos como Juan Epitié. Sin embargo, la trayectoria del equipo se vio truncada por la grave crisis económica e institucional que atravesaba el equipo albiazul y, tras la venta en marzo de 2007 por parte del empresario ucranio-estadounidense del Deportivo Alavés, el equipo desapareció al finalizar la competición con una deuda de 130.000 euros.

### F.C. Sochaux-Montbéliard
En verano de 2018 el club llegó a un acuerdo con los propietarios del F.C. Sochaux-Montbéliard (Ligue 2), por el cual el Deportivo Alavés se hace cargo de la planificación y dirección deportiva. Producto de dicho acuerdo se producen las llegadas del entrenador José Manuel Aira y jugadores como Rafa Navarro, Einar Galilea,... Ocho meses después se produjo el final del acuerdo por la negativa del grupo chino Ledus de vender el club francés al grupo vasco.

### N.K. Rudes
En verano de 2017 el Deportivo Alavés y el N.K. Rudes (Prva HNL) alcanzaron un acuerdo de colaboración para los siguientes diez años con el fin de desarrollar jóvenes talentos en la región. Como resultado del mismo varios jugadores españoles propiedad del club vasco marchan cedidos al club croata (Antonio Cristian, Juanan Entrena, Einar Galilea, Anderson Emanuel,...), mientras que varias jóvenes promesas croatas, como Robert Peric-Komsic, pasaron a ser propiedad del Deportivo Alavés. Un año más tarde el acuerdo se dio por cancelado por ambas partes.

## Filmografía
- Documental del centenario: "2000 pasos", también en vimeo
- Fiebre Maldini: la final de Dortmund en YouTube
- Documental Deportivo Alavés (1993)  en Youtube
- Reportaje Movistar+ (2015) en YouTube
- Documental Movistar+ (2022), Informe+. Piterman: ¿qué pasó? en movistarplus.es
- Documental TVE (23/02/1970), «Históricos del balompié - Deportivo Alavés» en rtve.es